# Église Sainte-Geneviève de Gouvieux
L'église Sainte-Geneviève de Gouvieux est une église catholique paroissiale située à Gouvieux, commune de l'Oise. Derrière sa façade de style classique et ses murs en grande partie repris au XVIIIe siècle, se cache un édifice de style gothique primitif huit fois centenaire. À l'intérieur, les remaniements et réparations successifs ne sont pratiquement visibles qu'au niveau de l'étage des fenêtres hautes et dans les dernières travées des bas-côtés ; ils s'expliquent par l'instabilité du terrain et l'insuffisance des fondations qui ont occasionné des désordres de structure. Les voûtes d'ogives d'origine ont disparu depuis longtemps et ont été remplacées par de fausses voûtes en bois et plâtre en 1861. Les quatre travées orientales ont été édifiées à la fin du XIIe siècle et sont influencées par la cathédrale Notre-Dame de Paris et le chœur de Saint-Leu-d'Esserent. Les deux premières travées remontent aux années 1220 et appartiennent au courant architectural initié par les cathédrales de Soissons et de Chartres. Dans son ensemble, l'église Sainte-Geneviève demeure un édifice intéressant qui est tout à fait représentatif de l'architecture religieuse d'Île-de-France à son époque. Elle a été inscrite monument historique par arrêté du 12 avril 1988 et a fait l'objet de réparations et embellissements récents. Gouvieux est toujours une paroisse indépendante réunissant Coye-la-Forêt et Lamorlaye sous le titre de « paroisse de Thève-et-Nonette - paroisse Sainte-Thérèse de l'Enfant Jésus ». Ainsi des messes sont célébrées en l'église Sainte-Geneviève tous les dimanches, et plusieurs fois en semaine.

## Localisation
L'église Sainte-Geneviève se situe en France, en région Hauts-de-France et dans le département de l'Oise, près de la vallée de l'Oise, sur la commune de Gouvieux, au nord du centre-ville, rue Corbier-Thiebaut (RD 612). Cette route arrive directement en face du portail sud, celui habituellement utilisé, et contourne l'église et le parvis devant la façade occidentale. Quatre autres voies débouchent sur l'église, dont la rue des Repas arrivant depuis l'est et longeant l'élévation septentrionale. Le chevet donne presque immédiatement sur un terrain privé, mais l'on peut faire le tour de l'église grâce à une étroite venelle. L'église est donc dégagée d'autres édifices, mais du fait de la configuration du tissu bâti, aucun point ne permet de bénéficier d'une vue d'ensemble de l'édifice. L'intérieur est de toute façon nettement plus intéressant que l'extérieur.

## Histoire

### L'histoire de la paroisse

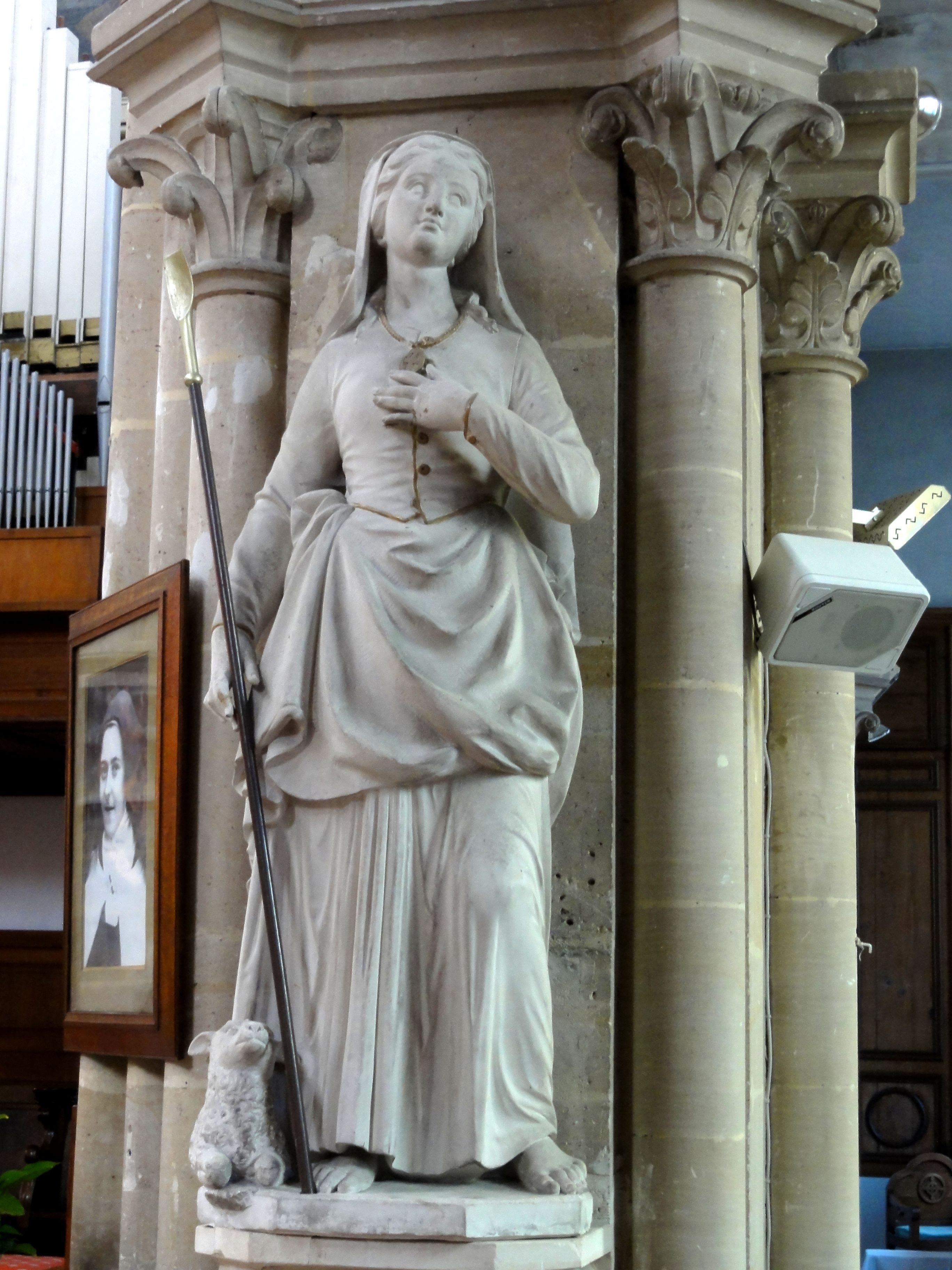
Statue de sainte Geneviève, acquise en 1861.

Les origines de la paroisse ne sont pas connues. Sous l'Ancien Régime, Gouvieux relève du diocèse de Beauvais, et non de celui de Senlis, d'une étendue très modeste. Plus particulièrement, la paroisse de Gouvieux dépend du doyenné de Beaumont et de l'archidiaconé de Clermont. Le collateur de la cure est le chapitre de la cathédrale Notre-Dame de Senlis. La patronne de l'église est sainte Geneviève. Les registres paroissiaux remontent jusqu'au XVIIe siècle. Cependant, l'histoire de la paroisse n'est connue grâce à des publications qu'à partir du concordat de 1801. Celui-ci apporte l'annexion du diocèse de Beauvais à celui d'Amiens, situation qui dure jusqu'en 1822. Gouvieux est alors la localité la plus peuplée du canton de Creil, ce qui change avec révolution industrielle à partir des années 1820. Le curé d'avant la Révolution, l'abbé Louis-Thomas Lafleur, exerce maintenant son ministère à Nogent-sur-Oise, pour ne revenir à Gouvieux que l'année de sa mort, en 1843. Un nouveau curé est nommé le 24 mai 1803 avec l'abbé Simon-Nicolas Roucoulet, né le 27 novembre 1759. Il doit prêter serment devant le sous-préfet de Senlis. Le conseil de fabrique, rétabli sous le concordat, compte sept membres, dont deux nommés par le préfet sur proposition du maire, trois par l'évêque sur proposition du curé, ainsi que le maire et le curé. Parmi les membres du conseil de fabrique, deux marguilliers, puis trois à partir de 1826, sont élus au suffrage universel par les hommes de la paroisse.
Le 3 juillet 1825, la fabrique décide que toutes les places de l'église soient vendues à vie au prix d'un franc, à l'exception des places du chœur, qui seront louées à l'année. Avec le produit des casuels et des quêtes, cet argent est la seule ressource de la fabrique. Le produit du cimetière ne semble s'y ajouter que quelques années plus tard. Le budget de la commune est également très faible. Ainsi, trente ans après le rétablissement de la liberté du culte, l'église manque toujours d'ornements liturgiques, et le mobilier liturgique n'est pas au complet. Plusieurs acquisitions en 1831 comblent ces lacunes. Les frais de fonctionnement ordinaires de la paroisse sont alors les suivants : pain et vin - 30 francs ; encens - 2 francs ; cierges - 35 francs ; entretien du mobilier - 25 francs ; blanchissage du linge - 60 francs ; traitement du bedeau - 30 francs ; frais de bureau - 13 francs ; imprévus - 25 francs ; soit 230 francs au total. Il n'y a pas de frais de chauffage, car l'église n'est pas chauffée, et le curé est payé par l'État. Les recettes ordinaires ne s'élèvent qu'à 76 francs, mais à titre exceptionnel, un excédent de 253 reste de l'exercice précédent. En 1832, un nouveau cimetière est mis en service en dehors du centre du bourg, et les enterrements autour de l'église cessent. En 1841, le traitement du bedeau passe de 30 à 90 francs, et la fabrique participe pour la première fois à la réparation de l'église. L'année suivante, les ossements de l'ancien cimetière sont transférés vers le nouveau cimetière, et une place publique bordée d'arbres est aménagée autour de l'église. À partir de 1843, le traitement d'un chantre apparaît pour la première fois dans le registre de comptes de la fabrique. Il touche 50 francs par an. La cotisation à une caisse de retraite pour les prêtres âgés devient obligatoire en 1845. En 1847, François Jacquin, notaire de son état et maire de Chantilly, renoue avec la tradition de fondation de messes connue avant la Révolution, et donne 60 francs à la paroisse pour l'achat d'une rente, qui permettra de verser 2 francs au desservant pour dire deux messes annuelles pour le repos des âmes des membres de la famille.
Le 15 avril 1860, l'abbé Hannotte quitte Gouvieux en raison de la liaison intime avec l'institutrice qu'on lui prête. Elle s'était trouvée enceinte et avait brusquement quitté son poste. Le 3 avril 1864, tout le conseil de fabrique démissionne après le désistement du trésorier. Le maire refuse de proposer deux nouveaux conseillers, et explique au préfet qu'aucun candidat ne voudra siéger dans une assemblée présidée par un prêtre indigne de la mission sacerdotale. Concrètement, le maire accuse le curé de malversations, d'attentat à la pudeur et de diffamation à l'égard de l'instituteur. Fin janvier 1865, l'évêque transfère donc l'abbé Litonnois dans une autre paroisse, en l'occurrence Saint-Vaast-lès-Mello. Après l'acquittement des dettes de la fabrique envers l'ancien curé, les choses entrent dans l'ordre, et en novembre 1866, monsieur et madame Borget rapportent de Rome des reliques de sainte Geneviève et de saint Germain d'Auxerre, ainsi qu'un grand tableau de la Cène peint par Joseph Mano. C'est l'occasion de renouveler une partie des ornements liturgiques, et l'église de Gouvieux est désormais correctement équipée pour toutes les cérémonies. La commune achète un nouveau presbytère en 1869. En 1883, la baronne James de Rothschild (veuve de Nathan-James de Rothschild, 1844-1881), emménage au château des Fontaines, qui vient d'être terminé. Bien que n'étant pas catholique, elle offre chaque année un cadeau à la paroisse : un calice, un calorifère, la prise en charge de la réparation des vitraux, un chasuble, des statues, etc. Lors de sa visite du 11 au 13 juin 1888, en vue d'administrer le sacrement de la confirmation, l'évêque, Mgr Joseph Péronne, est hébergé au château des Fontaines. Le premier mariage entre un mari protestant et une épouse catholique est célébré en 1896, avec la condition que les enfants soient élevés dans la foi catholique. Les mariages dits « mixtes » ont lieu à la sacristie.
En 1906, les tensions montent successivement pendant les mois qui suivent la promulgation de la loi de séparation des Églises et de l'État de 1905, mais la municipalité conserve de bons rapports avec la paroisse. La fabrique est dissoute par office, et ses biens sont mis sous séquestre. Contrairement à de nombreuses autres communes, où les curés sont expulsés, le presbytère est laissé à la disposition du curé, qui doit désormais verser un loyer. Il est pris en charge par la baronne de Rothschild, puis par madame Hersent. Début 1908, l'évêque nomme les membres du premier conseil paroissial, qui sont les membres de l'ancien conseil de fabrique. En 1913, une grande mission encourage une centaine d'habitants de revenir dans le giron de l'Église. Cent trois paroissiens meurent sous la Première Guerre mondiale. Le monument aux morts de l'église est inauguré en octobre 1921. Le patronage des jeunes gens est fondé au mois de novembre. Sous le titre de « patronage Saint-Jacques », il propose notamment des activités sportives, un groupe de théâtre et des conférences, et organise une kermesse annuelle. Un bulletin paroissial commence à paraître en 1926. Jean Hersent fait construire un nouveau presbytère au 2, rue des Repas, qui est mis à la disposition du curé par l'intermédiaire de l'association diocésaine en 1930. Celle-ci doit verser un loyer de 500 francs par an. Une antenne locale du Secours catholique se constitue en 1953. En cette même année, la location des chaises cesse au bout de cent-cinquante ans, et est remplacée par une deuxième quête les dimanches et jours de fête. En 1960, les rues du quartier du Bois-Saint-Denis situées sur la paroisse de Gouvieux sont rattachées à la paroisse de Chantilly. À partir de la fin de l'année 1961, les messes sont célébrées « face au peuple » grâce à un autel provisoire. Gouvieux est toujours resté une paroisse indépendante, et constitue aujourd'hui le siège de la « paroisse de Thève-et-Nonette - paroisse Sainte-Thérèse de l'Enfant Jésus », qui comprend en outre les anciennes paroisses de Coye-la-Forêt et Lamorlaye. Des messes dominicales sont célébrées dans l'église Sainte-Geneviève tout au long de l'année, ainsi que trois messes en semaine.

### L'histoire de l'église

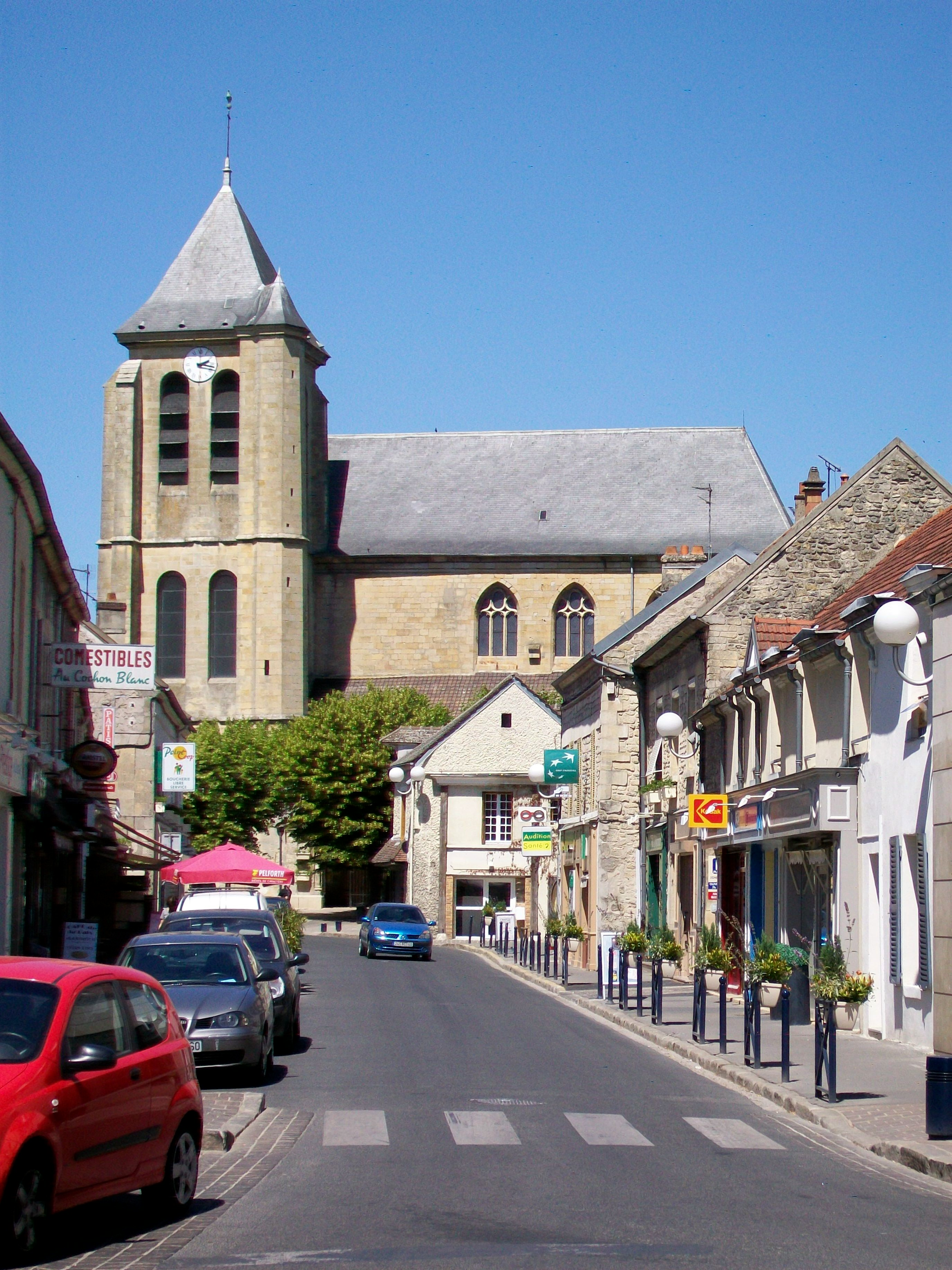
Vue en venant du centre-ville.

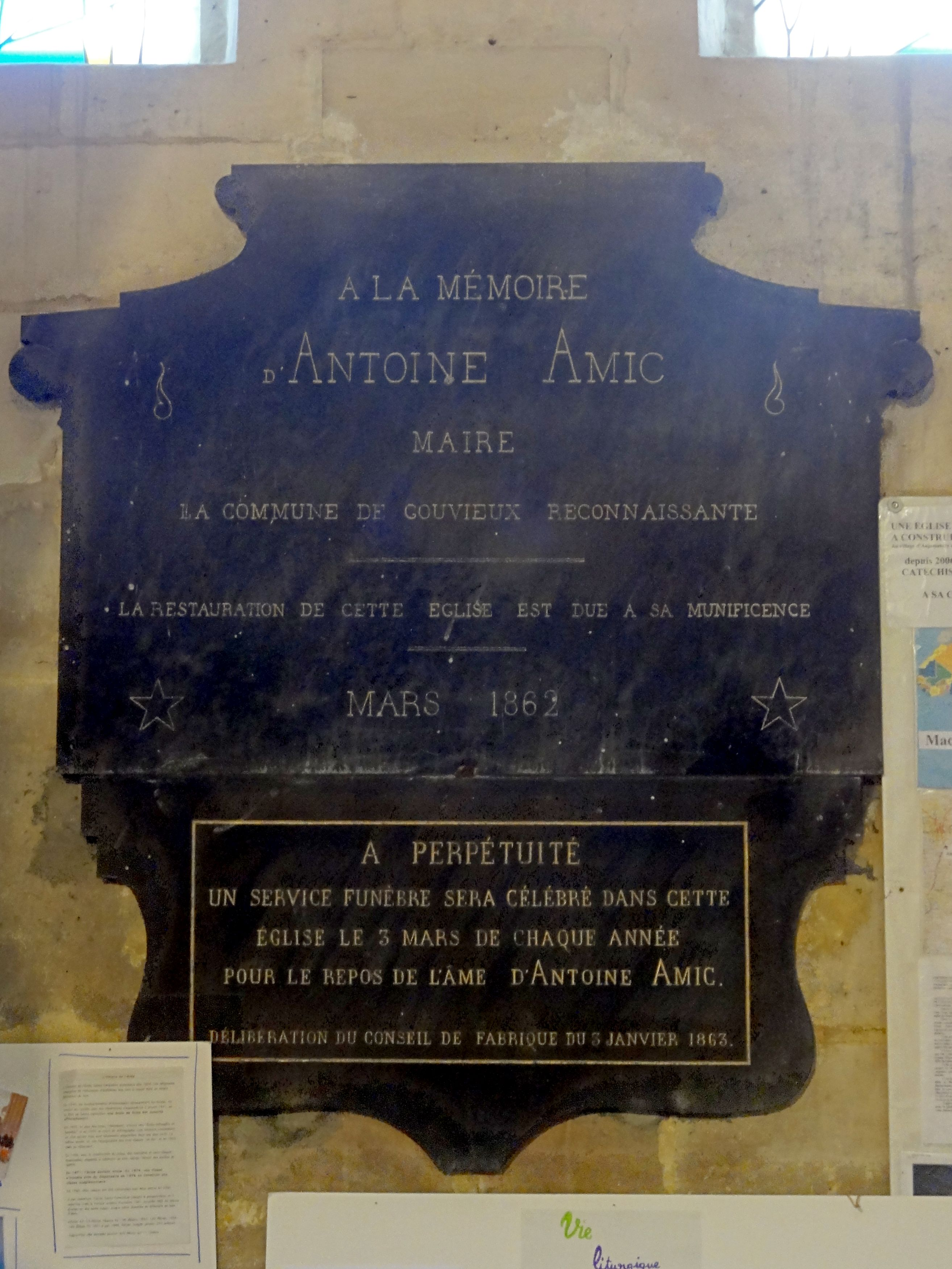
Plaque commémorative pour Antoine Amic.

Comme presque partout ailleurs, l'on ne dispose pas de documents d'archives renseignant sur la construction de l'église. Elle est dédiée à sainte Geneviève de Paris, l'une des saintes les plus vénérées de la région, qui recule toutefois derrière sainte Thérèse de Lisieux à partir de la fin des années 1920. Dominique Vermand, qui a analysé et comparé la quasi-totalité des églises anciennes du département, l'a soumise à une étude archéologique et identifié deux campagnes de constructions distinctes, quoique rapprochées. La première concerne les quatre travées orientales (ou deux travées doubles, car initialement recouvertes par deux voûtes sexpartites) et se situe à la fin du XIIe siècle. Cette partie est influencée par la cathédrale Notre-Dame de Paris, et l'église Sainte-Geneviève s'inscrit ainsi dans un groupe d'une quarantaine d'églises de style gothique primitif dans le nord de l'Île-de-France historique qui sont dans le même cas. L'on peut également noter les influences de la collégiale Notre-Dame de Mantes-la-Jolie et, plus près, du chœur de l'église de Saint-Leu-d'Esserent. La ressemblance avec l'église Saint-Pierre et Saint-Paul de Précy-sur-Oise, commune voisine, est frappante. La seconde campagne de construction concerne les deux premières travées, qui datent des années 1220 et s'inscrivent dans un courant architectural initié par les cathédrales Saint-Gervais-et-Saint-Protais de Soissons et Notre-Dame de Chartres. L'église a été bâtie sur un sol instable et ses fondations se sont avérées insuffisantes.
Des désordres de structure apparaissent au XVIIe siècle et entraînent des reconstructions importantes. Concrètement, la façade occidentale, le clocher, le mur du bas-côté sud, le mur haut au sud de la nef et le chevet sont entièrement rebâtis, si bien que seule l'élévation nord conserve encore son caractère gothique. En outre, le remplage des fenêtres hautes de la nef est remplacé, sans bien sûr respecter le style d'origine, ce qui était loin des préoccupations des XVIIe et XVIIIe siècles. Ces travaux peuvent correspondre à la date de 1633 inscrite dans les combles. Louis Graves dit que l'église a été refaite en grande partie en 1771 : il n'est aujourd'hui plus évident d'attribuer les remaniements à l'une ou l'autre campagne. Comme l'indique l'absence d'arc-boutant sur la plupart des travées, sauf au niveau des deux premières travées au nord, les voûtes de la nef n'existent déjà plus. Elles n'ont pas résisté au déversement des murs, qui s'est produit sous l'influence de la poussée de voûtes, et a été favorisé par le contrebutement insuffisant et le sol mouvant. À partir 1845, le chœur est réaménagé : les stalles, qui gênent la vue depuis la nef sont disposées perpendiculairement à l'allée centrale et une nouvelle grille de clôture ainsi que de nouvelles boiseries sont installées. Ces travaux, confiés à des artisans locaux, durent plusieurs années. En 1861, M. Antoine Amic, propriétaire du château des Bouleaux et maire de Gouvieux de décembre 1860 jusqu'à sa mort le 3 mars 1862, finance un nouveau plafond. Selon les plans de l'architecte Antoine Drin, le vaisseau central est ainsi recouvert par de fausses voûtes d'ogives en bois et plâtre, dont le profil prismatique ne correspond pas du tout au style gothique primitif. Les deux voûtes sexpartites d'origine ne sont pas non plus reproduites. La légèreté des voûtes en matériaux légers ne nécessite pas la construction de contreforts et d'arcs-boutants. Les grandes arcades et les bas-côtés sont restaurés à la même époque, d'une façon trop sèche, comme le signale Dominique Vermand. L'inauguration est célébrée le 6 octobre 1863. Quinze ans plus tard, un porche est ajouté devant le portail latéral sud. Malgré ces différents remaniements, l'église Sainte-Geneviève demeure, globalement, un édifice intéressant qui est tout à fait représentatif de l'architecture religieuse d'Île-de-France à son époque,,,.
Début 1890, un calorifère est offert par la baronne de Rothschild et installé dans le bas-côté nord. Il est chauffé au charbon et au bois. Son fonctionnement provoque une poussière importante, et l'église doit être nettoyée après chaque séance de chauffage. Étant donné les inconvénients, le chauffage est utilisé entre cinq et vingt-cinq fois par hiver, selon les années. L'électricité est installée en 1922. Grâce à un don de 10 000 francs par Henri Amic, propriétaire du château des Bouleaux, le curé peut équiper l'église d'un nouveau système de chauffage en 1929, afin que les fidèles ne désertent plus l'église en hiver. Les bombardements de mai / juin 1940 détruisent la chaufferie et l'église est de nouveau privée de chauffage. C'est encore le moindre des dégâts, car une brèche est ouverte à droite du portail occidental ; le clocher est endommagé à plusieurs endroits ; des arcs-boutants et contreforts du versant nord sont détruits ; les deux tiers des tuiles du toit sont cassées ; de nombreux vitraux sont brisés ; et des claveaux des voûtes sont disjoints. Quelques travaux de réparation sont effectués en 1942 ; ils ne sont payés que deux ans plus tard. Les vitraux ne sont réparés que très progressivement jusqu'en été 1955. En 1955 également, la nécessité de gros travaux pour la consolidation du clocher se fait ressentir : des désordres de structure apparaissent et les voûtes se dégradent. Le curé n'a de cesse de le rappeler au maire, mais sans succès. Les travaux se limitent à la réfection totale des toitures du clocher et de la nef, en 1961. L'église est également soumise à un grand nettoyage, qui dure jusqu'en 1963, mais l'on ne parvient pas à enlever les toiles d'araignée sous les voûtes. Les installations électriques sont refaites à neuf vers 1965. Sur l'initiative du curé, le surplus du mobilier et notamment les statues sulpiciennes sont enlevés par étapes, ce qu'il appelle la « déquincaillisation » de l'église. Un maître-autel définitif en pierre de Saint-Maximin est installé le 1er décembre 1969. En cette même année, la commission supérieure des monuments historiques émet un avis favorable au classement de l'église. En 1977, le classement est imminent, et le conservateur régional des bâtiments de France demande des références cadastrales au maire pour établir l'arrêté de classement, mais le maire ne répond pas. La procédure s'arrête donc, et la commune perd l'opportunité d'obtenir une prise en charge des travaux à hauteur de 50 %. 
Au mois de juin 1977, l'état de l'église est examiné pour la première fois dans le cadre d'une véritable expertise. Des désordres de structure importants sont constatés, ce qui était en principe déjà connu depuis 1955, et l'on conclut même à un péril imminent, en l'occurrence l'effondrement des voûtes. La principale raison est l'inclinaison du clocher vers le sud, car les pieux en chêne sur lesquels il est fondé s'étaient pourris après l'abaissement de la nappe phréatique. Les vibrations occasionnées par le mouvement de la cloche amplifient la propension du clocher à s'incliner, d'autant plus que la liaison entre les maçonneries et le beffroi supportant la cloche doit être qualifiée d'invraisemblable. La poussée des voûtes pose également problème au chevet, car il y manque un contrefort. Cependant, en attendant les élections, la municipalité n'entreprend rien. Au cours de l'année 1981, sur l'initiative de l'abbé Gruart et sans rapport avec l'état de l'édifice, divers travaux d'aménagement sont menés à l'intérieur de l'église. Le chœur est réaménagé pour une seconde fois, des panneaux radiants sont installés, les installations électriques sont revues, les chaises qui s'effondrent sont remplacés par de nouveaux bancs, les fonts baptismaux sont déplacés de la base du clocher vers le chœur, et la chaire est également déplacée. En 1982, la chapelle de la Vierge est transformée en chapelle du Saint-Sacrement, qui se démarque par son style contemporain. L'étaiement du clocher s'avère nécessaire de toute urgence, tant à l'intérieur qu'à l'extérieur. La restauration se fait toujours attendre. Par arrêté du 12 avril 1988, l'église est inscrite aux monuments historiques, ce qui est moins avantageux pour la commune que le classement. Les travaux de restauration commencent enfin au mois de mai. La première tranche porte sur la consolidation des fondations du clocher par injection de micropieux, et dure six mois. La seconde tranche enchaîne sur la première et concerne la restauration intérieur du clocher. Enfin, toutes les voûtes du bas-côté sud sont démontées, puis refaites à neuf avec les claveaux anciens. Dès 1990, la restauration est achevée. En 1998, les Jésuites quittent le château des Fontaines et offrent l'orgue de leur chapelle à la paroisse : après une longue restauration qui dure jusqu'en 2004, il est installé sur le mur du fond du chœur, qui est le seul mur à pouvoir supporter son poids. L'instrument est ainsi très visible, mais il est d'un bon niveau et parfois utilisé pour des concerts. Depuis la Seconde Guerre mondiale, l'église n'avait plus que des vitraux provisoires en matière organique : grâce à des dons recueillies par l'Association pour la rénovation des vitraux de l'église de Gouvieux, une série de vitraux non figuratifs est commandée, et installée jusqu'en février 2006,.

## Description

### Aperçu général

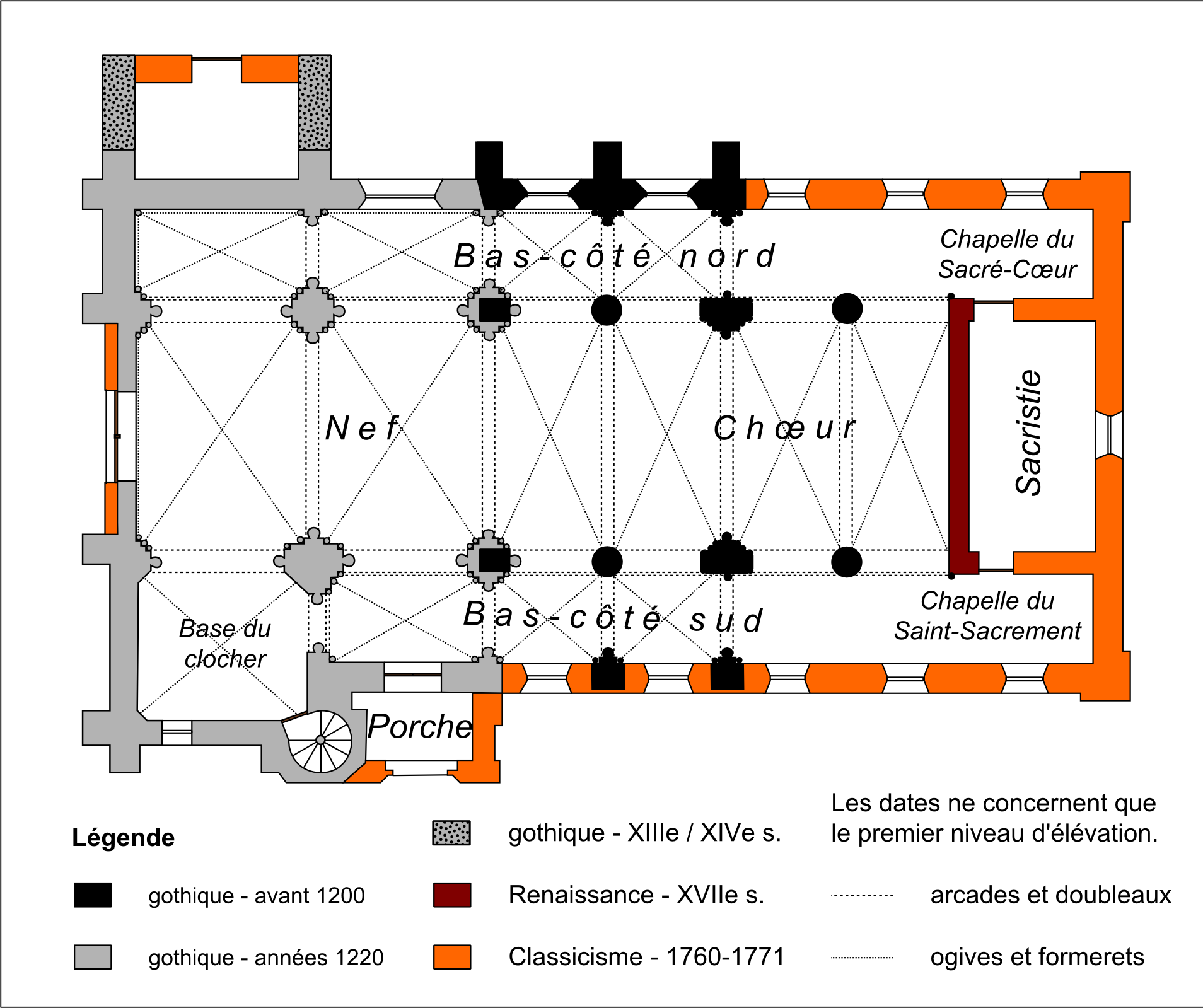
Plan schématique de l'église.

À peu près régulièrement orientée, l'église répond à un plan très simple et occupe un emplacement rectangulaire au sol, dont ne débordent que le clocher et une petite annexe, de part et d'autre de la première travée. L'église est dépourvue de transept. Elle se compose d'un vaisseau central de six travées accompagné de deux bas-côtés, qui ont une travée de plus que le vaisseau central. Ces deux extrémités orientales des bas-côtés servent de chapelles et délimitent la sacristie, qui se situe devant le chevet plat. La base du clocher remplace la première travée du bas-côté sud, et elle est plus large que celui-ci. Un porche précède le portail méridional de la seconde travée du bas-côté sud. Il existe aussi le portail occidental de la nef. — Il n'existe pas de différence de hauteur et de largeur entre nef et chœur. L'espace réservé aux fidèles dépasse à peine les deux premières travées, qui sont un peu plus profondes que les autres et représentent environ 43 % de la longueur du vaisseau central. Un passage reste libre devant le piédestal du chœur liturgique, qui commence à la limite entre la troisième et la quatrième travée, et occupe une proportion inhabituellement importante de l'espace intérieur, soit environ 45 % du vaisseau central. Il est toutefois à noter que la dernière travée est en partie occupée par l'orgue, qui contrairement à l'usage, ne se situe pas à l'extrémité occidentale de la nef ou à côté du chœur. L'église est presque entièrement voûtée d'ogives, sauf les bas-côtés à partir de la cinquième travée, qui sont simplement plafonnés depuis une réparation à l'économique.

### Intérieur

#### Travées occidentales

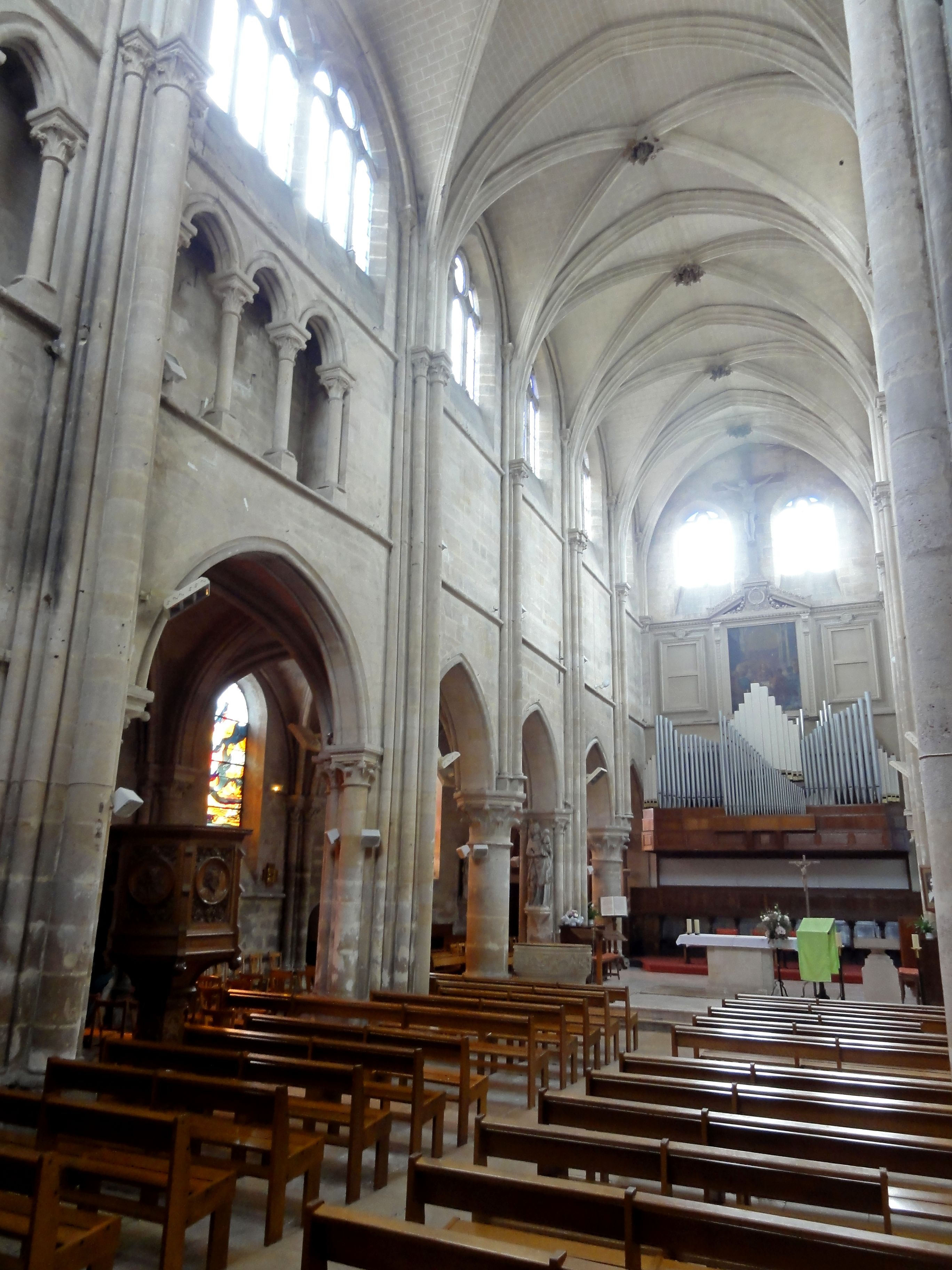
Vue générale intérieure.

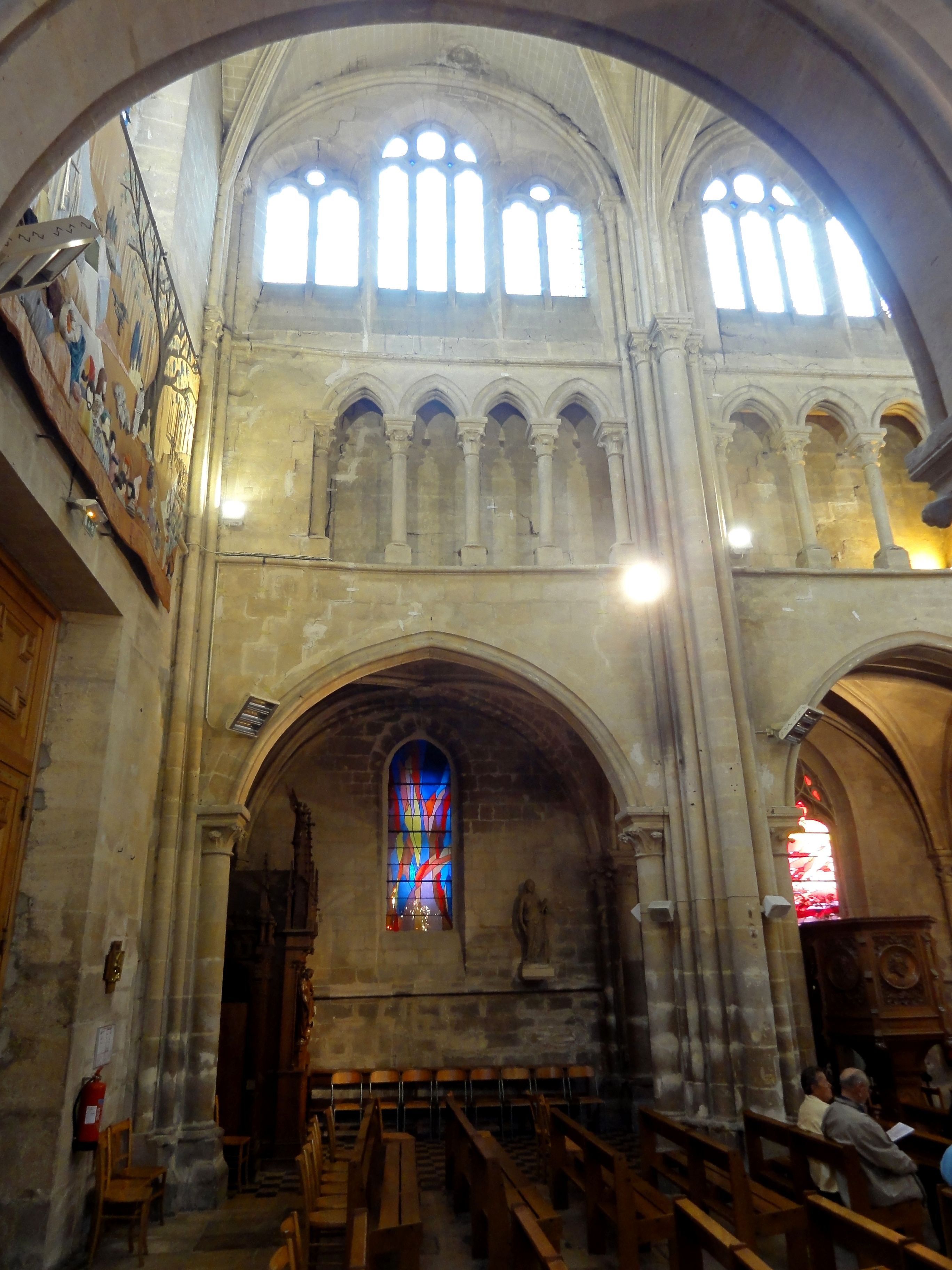
Élévation nord.

Les deux travées occidentales, les plus jeunes, sont celles que l'on aperçoit d'abord en entrant. Elles se caractérisent par une élévation sur trois niveaux, comme tout le vaisseau central, avec l'étage des grandes arcades, l'étage du triforium et l'étage des fenêtres hautes. Le triforium ne subsiste plus qu'au nord, et les travées orientales en ont toujours été dépourvues. Il convient de rattacher aux travées occidentales les supports entre la seconde et la troisième travée. Cette partie occidentale de l'église se caractérise par la stricte application du principe de l'équivalence du nombre des supports au nombre d'éléments à supporter, par la platitude du profil des grandes arcades, par l'absence d'arc de décharge pour les baies du triforium, et par des fenêtres hautes de dimensions généreuses. La première travée est plus profonde que la seconde (en regardant en direction du sanctuaire), et les grandes arcades sont de ce fait surbaissées, car les chapiteaux et les clés d'arc sont tous alignés sur un même niveau, conformément à l'usage. Les arcades sont au profil d'un méplat entre deux minces baguettes, et reposent sur les tailloirs de chapiteaux de crochets de dimensions moyennes. Le diamètre des colonnes appareillées supportant les arcades est également moyen, tout ceci en comparaison avec des grosses colonnes et chapiteaux qui existent dans les travées orientales. Les doubleaux de la nef et des bas-côtés reposent sur des colonnettes à chapiteaux analogues, sauf entre la deuxième et la troisième travée de la nef où elles sont curieusement plus minces. Avec les fines colonnettes correspondant aux ogives, formerets et doubleaux secondaires des grandes arcades, les piliers de la nef se trouvent ainsi cantonnés de quatre colonnes et de huit colonnettes. Puisqu'il n'y a pas besoin de formerets au revers des arcades dans les bas-côtés, l'architecte y a donc ménagé des doubleaux secondaires, car tenant apparemment absolument à son nombre de douze colonnes et colonnettes. Cette solution crée la situation paradoxale qu'il n'y a pas de doubleaux secondaires vers la nef, mais seulement vers les bas-côtés : le contraire serait plus habituel. Des faisceaux de trois colonnettes existent dans les angles nord-ouest et sud-ouest de la nef.
Les grandes arcades son séparées de l'étage du triforium par un bandeau en forme de tore, et un bandeau analogue sépare le triforium de l'étage des fenêtres hautes. Le triforium est formé par cinq petites arcades en tiers-point dans la première travée, et par quatre arcades seulement dans la seconde travée, la première et la dernière arcade étant toutefois bouchées. Les arcades sont moulurées de la même façon que les grandes arcades, avec des boudins du même diamètre, qui paraît plus approprié pour les petites baies du triforium que pour les grandes arcades. Les baies voisines se partagent au centre une même colonnette à chapiteau. Le diamètre de ces colonnettes est le même que celui des colonnettes correspondant aux ogives et formerets, mais contrairement à ces dernières, elles sont en délit. — Au niveau du bandeau à la naissance de l'étage des fenêtres hautes, l'on trouve les chapiteaux des ogives et doubleaux de la nef, qui ne sont plus authentiques et adoptent un profil prismatique caractéristique du milieu du XVIe siècle. Les chapiteaux des formerets se situent à un niveau supérieur, qui correspond aujourd'hui à la naissance des voûtes, car le revoûtement de la nef a apporté une simplification du tracé des ogives. Les formerets ne devraient plus être authentiques, mais tout au moins leurs colonnettes et chapiteaux subsistent intégralement au nord. Côté sud, plus rien du XIIIe siècle ne subsiste à partir du bandeau supérieur, et il n'y a pas non plus de fenêtres. Dans la première travée, la présence du clocher ne le permet de toute façon pas. Elle a également imposé une particularité dans la disposition des supports, car il a fallu dissimuler le mieux que possible un contrefort plat sous la forme d'un pilastre. Les colonnettes correspondant aux formerets sont ainsi espacées des autres, et pour éviter l'impression d'une faute de goût, l'architecte a répété le motif des chapiteaux sur les parties libres du pilastre. — Pour revenir aux fenêtres hautes, elles sont en tiers-point et conservent peut-être leurs meneaux d'origine, comme le donnent à penser les bases finement moulurées. Les lancettes aux têtes trilobées arrondies ne sont plus tout à fait gothiques, et les oculi et ellipses ou demi-ellipses qui les surmontent évoquent la Renaissance, ce qui parle en faveur d'une réfection au milieu du XVIe siècle. Tout le pourtour des fenêtres a été refait à un moment ultérieur, car aucun meneau latéral n'est plus visible. Dans la première travée, l'on trouve deux baies à deux lancettes flanquant une baie plus haute à trois lancettes ; dans la seconde travée, l'on trouve deux baies à trois lancettes surmontées d'un oculus sous la forme d'un quatre-feuilles.

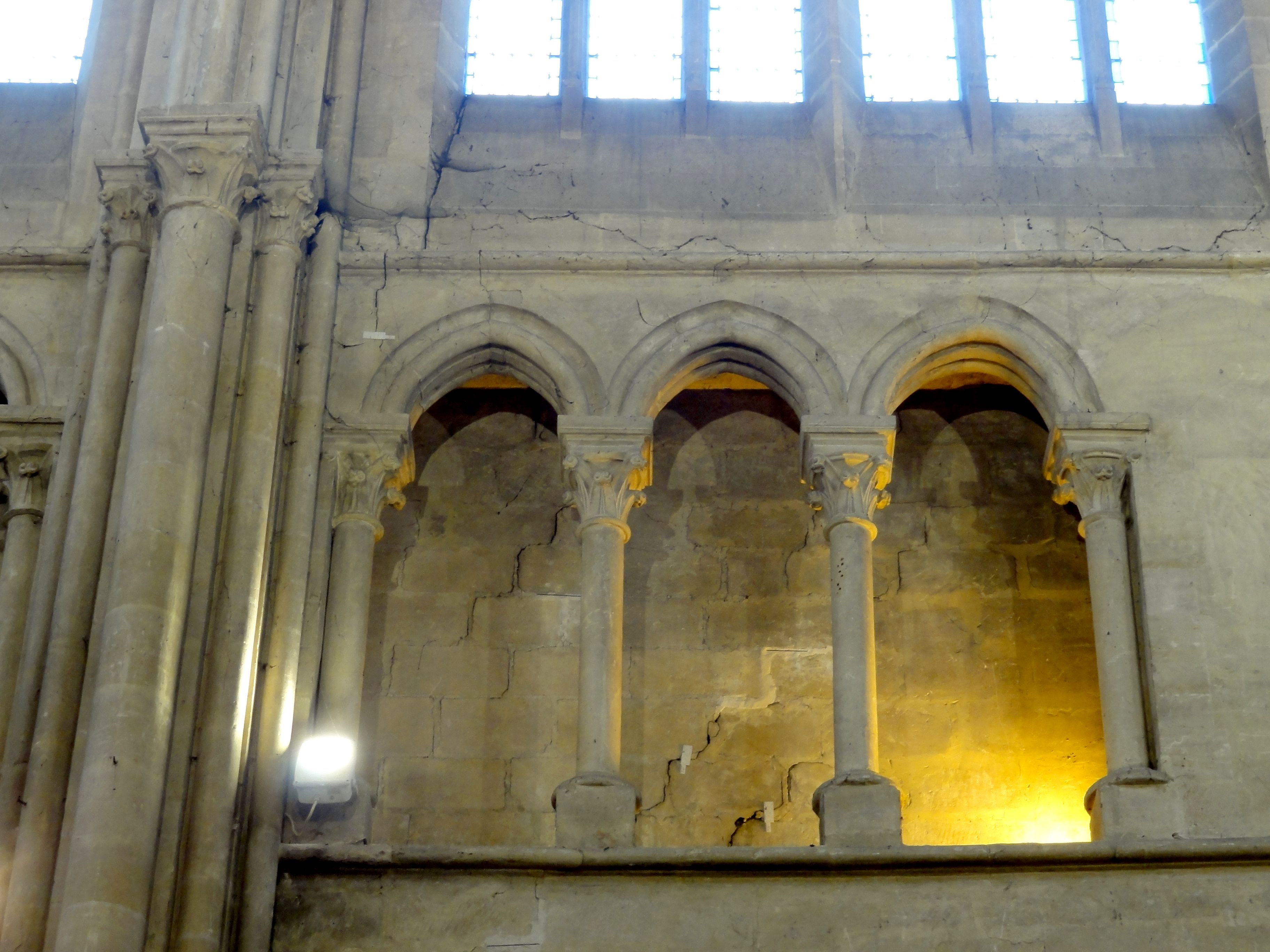
Triforium de la 2e travée, côté nord..
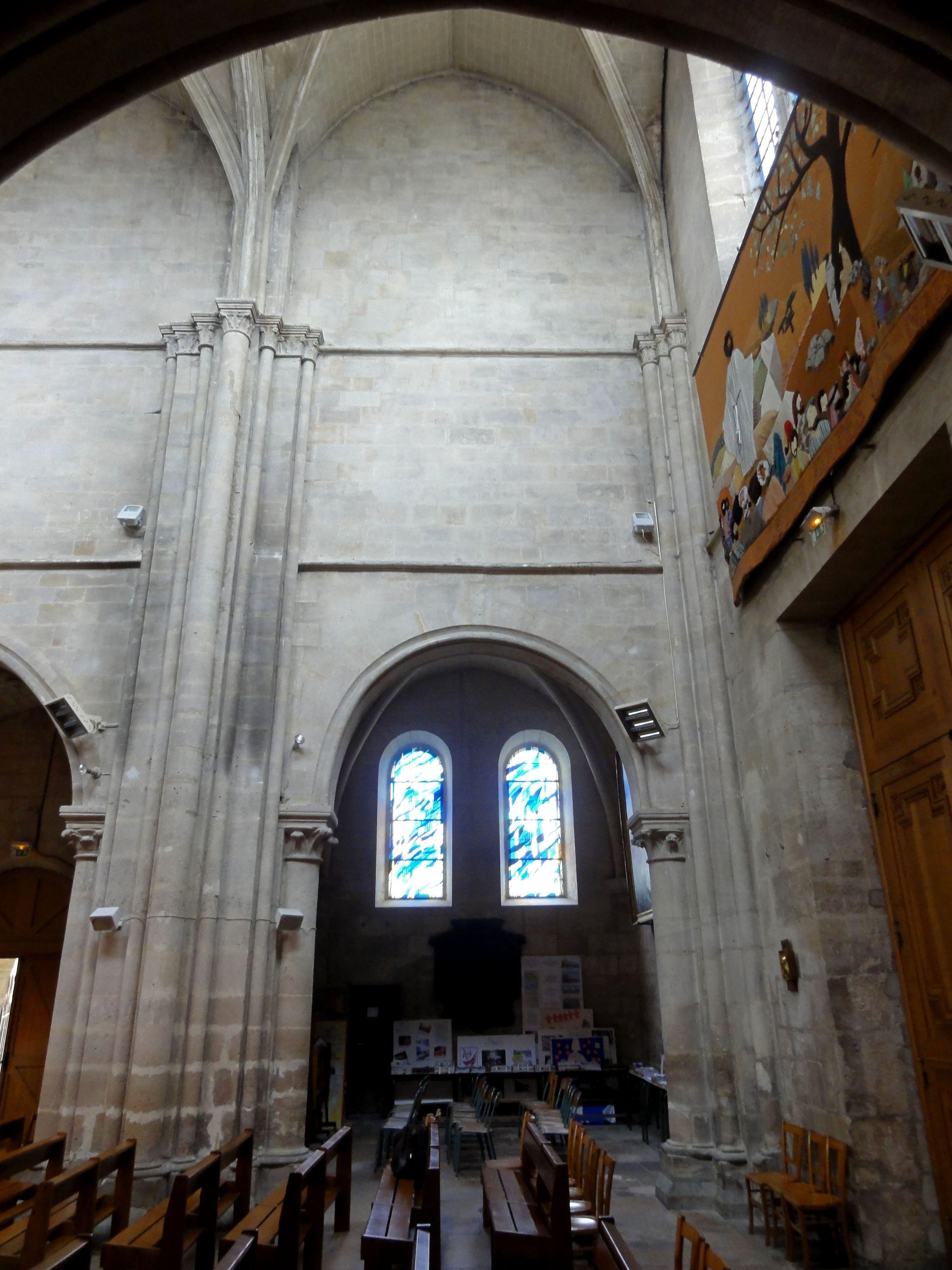
Élévation sud, vue depuis le bas-côté nord.
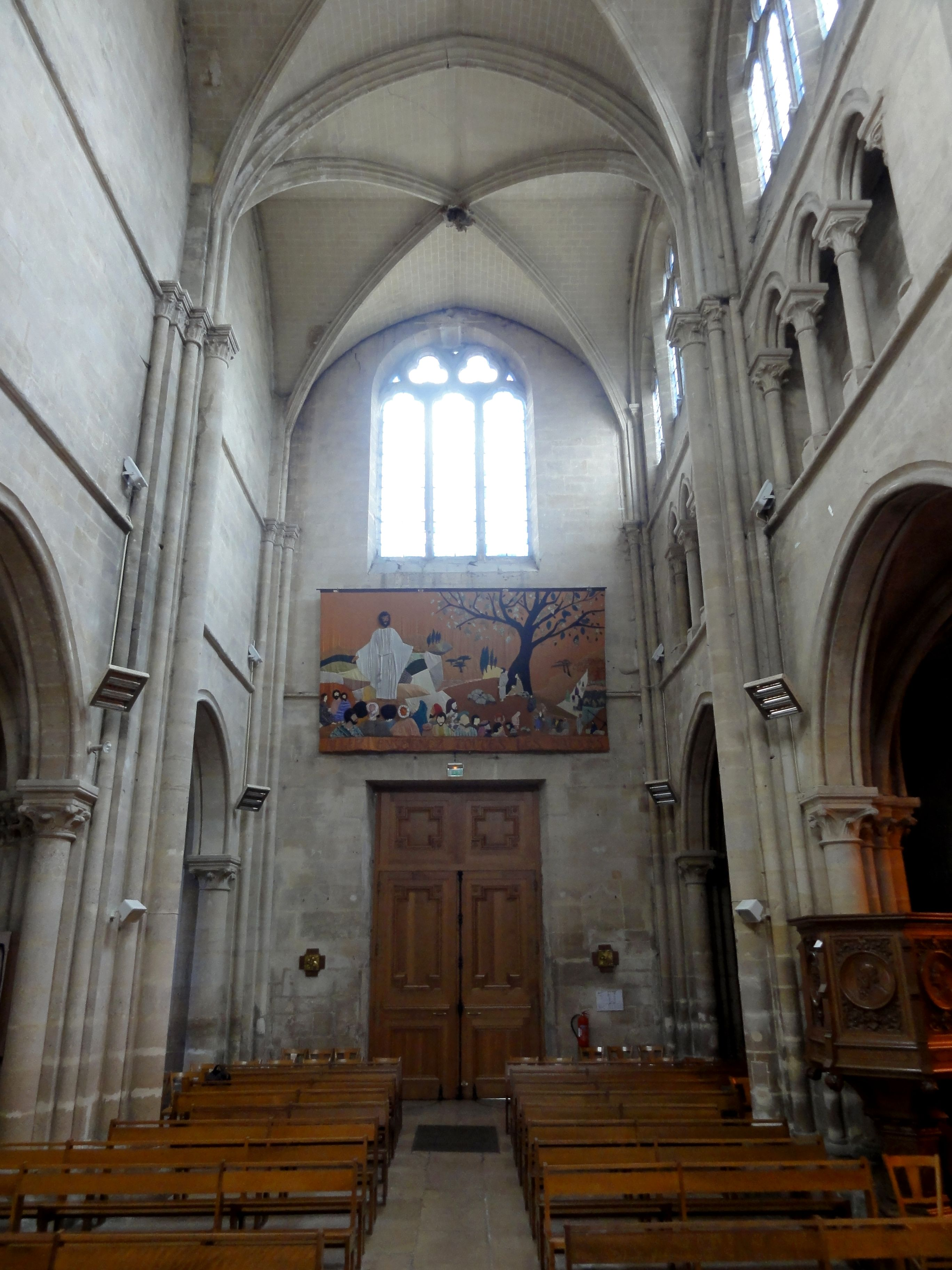
Nef, extrémité occidentale.
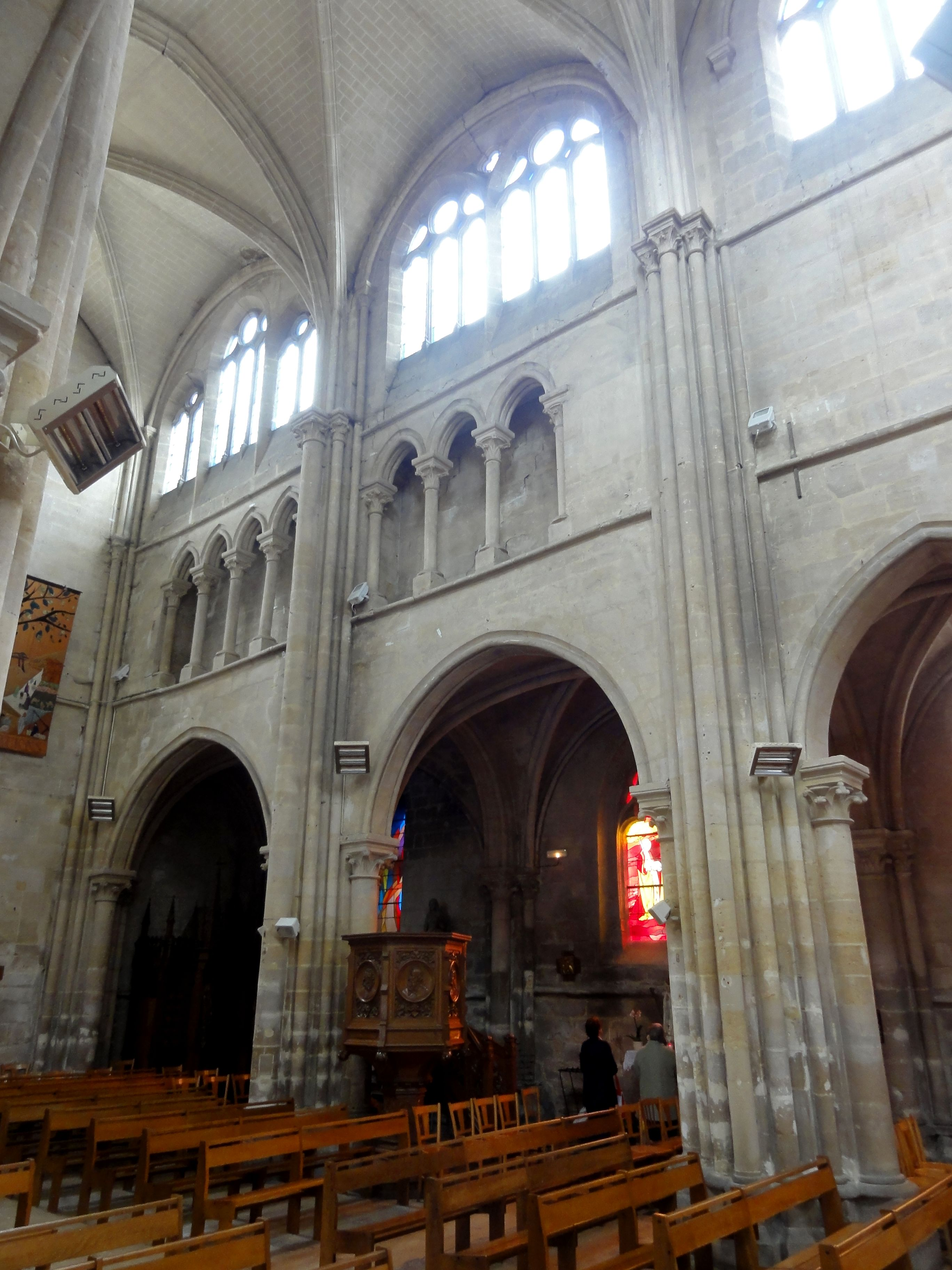
1re et 2e travée, côté nord.
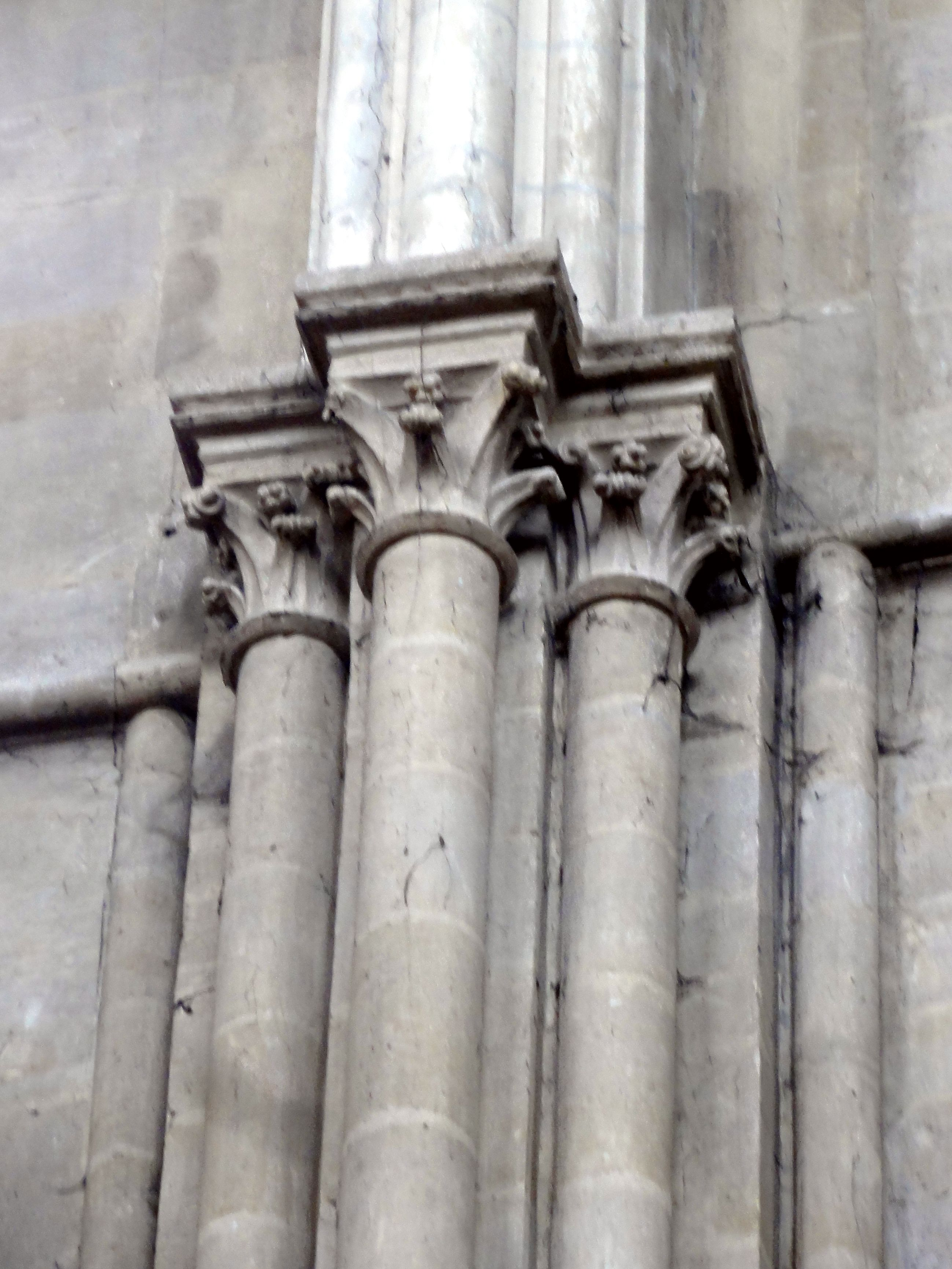
Supports du 2e ordre entre la 3e et la 2e travée, côté sud.
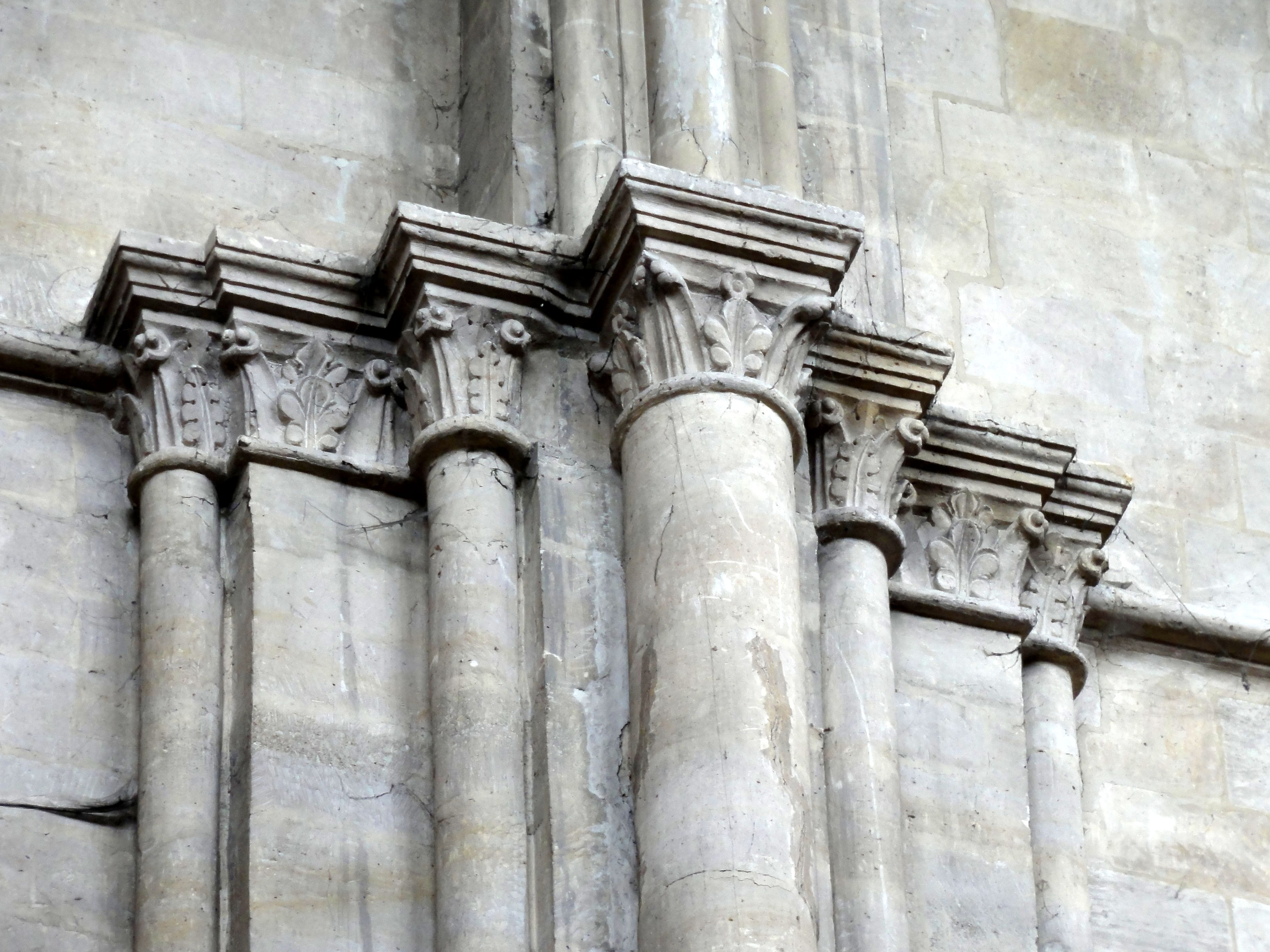
Supports du 2e ordre entre la 2e et la 1re travée, côté sud.

#### Travées orientales

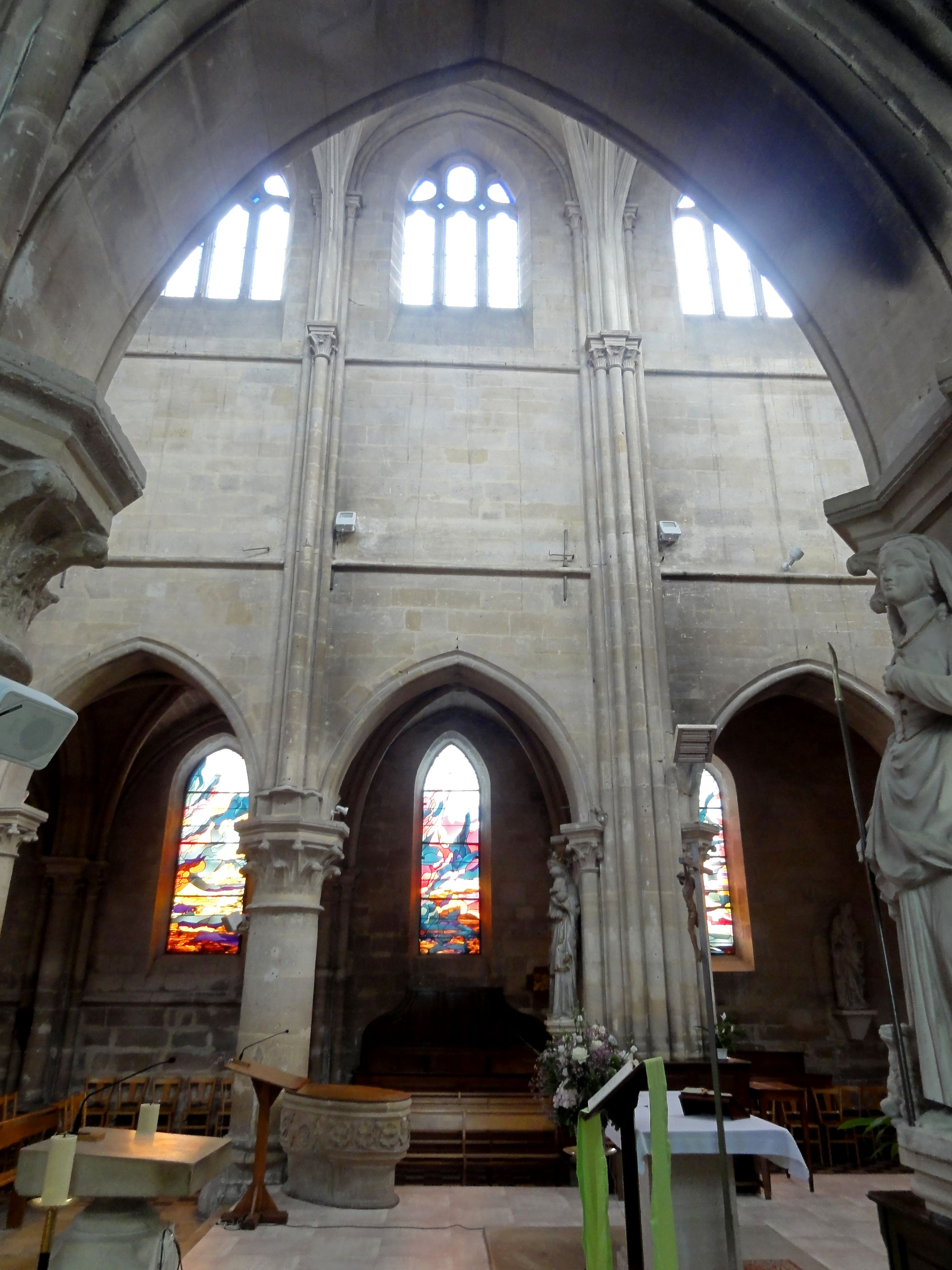
Élévation nord.

Les travées orientales, qui sont issues de la première campagne de construction, présentent des dispositions en partie identiques. Les grandes arcades ont le même profil ; les chapiteaux sont situés au même niveau ; et les bandeaux à la limite entre les étages sont les mêmes. L'architecte a également appliqué le principe de l'équivalence entre le nombre de supports et le nombre d'éléments à supporter, qui existe aussi à Notre-Dame de Paris, mais uniquement aux « temps faibles », c'est-à-dire à la retombée des branches d'ogives supplémentaires résultant du voûtement sexpartite. Celui-ci représente la principale différence par rapport aux travées occidentales, même s'il n'existe plus, car il en résulte les piliers monocylindriques aux « temps faibles », qui alternent avec des faisceaux de colonnettes aux « temps forts ». Cette alternance n'est pas propre à Notre-Dame de Paris, mais est propre aux chœurs de Notre-Dame de Senlis, Saint-Leu-d'Esserent et Précy-sur-Oise. Les piliers monocylindriques sont appareillés en tambour, et ils portent de gros chapiteaux de crochets avec des tailloirs octogonaux. Les supports du second ordre ne reposent pas directement sur les tailloirs, mais par l'intermédiaire de socles cubiques, au-dessus desquels les tores aplatis des bases font curieusement saillie. La colonnette centrale correspondant à l'ogive s'adosse à un pilastre, et est légèrement plus forte que les deux autres, correspondant aux formerets. Toutes ces colonnettes sont appareillées.
Aux « temps forts », qui n'existent ici qu'une fois au nord et une fois au sud, c'est-à-dire entre la quatrième et la cinquième travées, mais aussi à la fin des grandes arcades, le système est différent sans être le même que dans les travées occidentales. Sauf les tores qui flanquent le large intrados, les grandes arcades retombent directement sur les piliers. Les tores sont reçus sur des colonnettes à chapiteaux, qui ont le même diamètre que celles correspondant aux ogives. Ce parti existe aussi à Notre-Dame de Paris, mais pas au niveau des grandes arcades du vaisseau central. À certains endroits, l'on observe une irrégularité d'un mauvais effet. Certaines colonnettes à chapiteaux ne sont pas engagées dans les piliers, contrairement aux autres, et leurs tailloirs restent presque entièrement libres. Il s'agit, selon Ramon Dubois, d'un résultat des travaux entrepris sous le maire Amic en 1861 / 1862, quand des colonnettes supplémentaires furent ajoutées pour améliorer l'esthétique de l'ensemble.
Pour venir aux murs hauts au niveau de l'étage du triforium, leur nudité est compensée par une largeur réduite des murs et donc un rapprochement des supports rythmant les murs, et surtout par une meilleure régularité. Une régularité existe quand même : la dernière travée est moins profonde que les trois précédentes. À partir du bandeau qui marque le début de l'étage des fenêtres hautes, les colonnettes correspondant aux formerets manquent au début de la troisième travée. Les formerets retombent ici sur des consoles, et tous les formerets subsistent, bien que sans emploi. Les voûtes du XIXe siècle ne peuvent pas les réutiliser, car étant établies sur des croisées d'ogives simples, mais l'emploi d'un profil anachronique traduit aussi l'absence de volonté de reconstituer la disposition primitive. Les fenêtres sont à trois lancettes trilobées dans la troisième et la quatrième travée, et à trois formes à cintre surbaissé dans la cinquième et la sixième travée. Elles sont toujours surmontées d'un ovale et de deux demi-ovales. En haut du chevet, l'on trouve deux fenêtres au remplage Renaissance standard de deux formes en plein cintre surmontées d'un oculus. Partout les pourtours ont été refaits, et le remplage se trouve ainsi engagé dans les murs, même là où les meneaux d'origine ne subsistent plus. Ceci montre qu'il y a eu des réparations importantes à deux reprises : d'abord réfection du remplage, puis réfection des murs sans toucher au remplage des fenêtres.

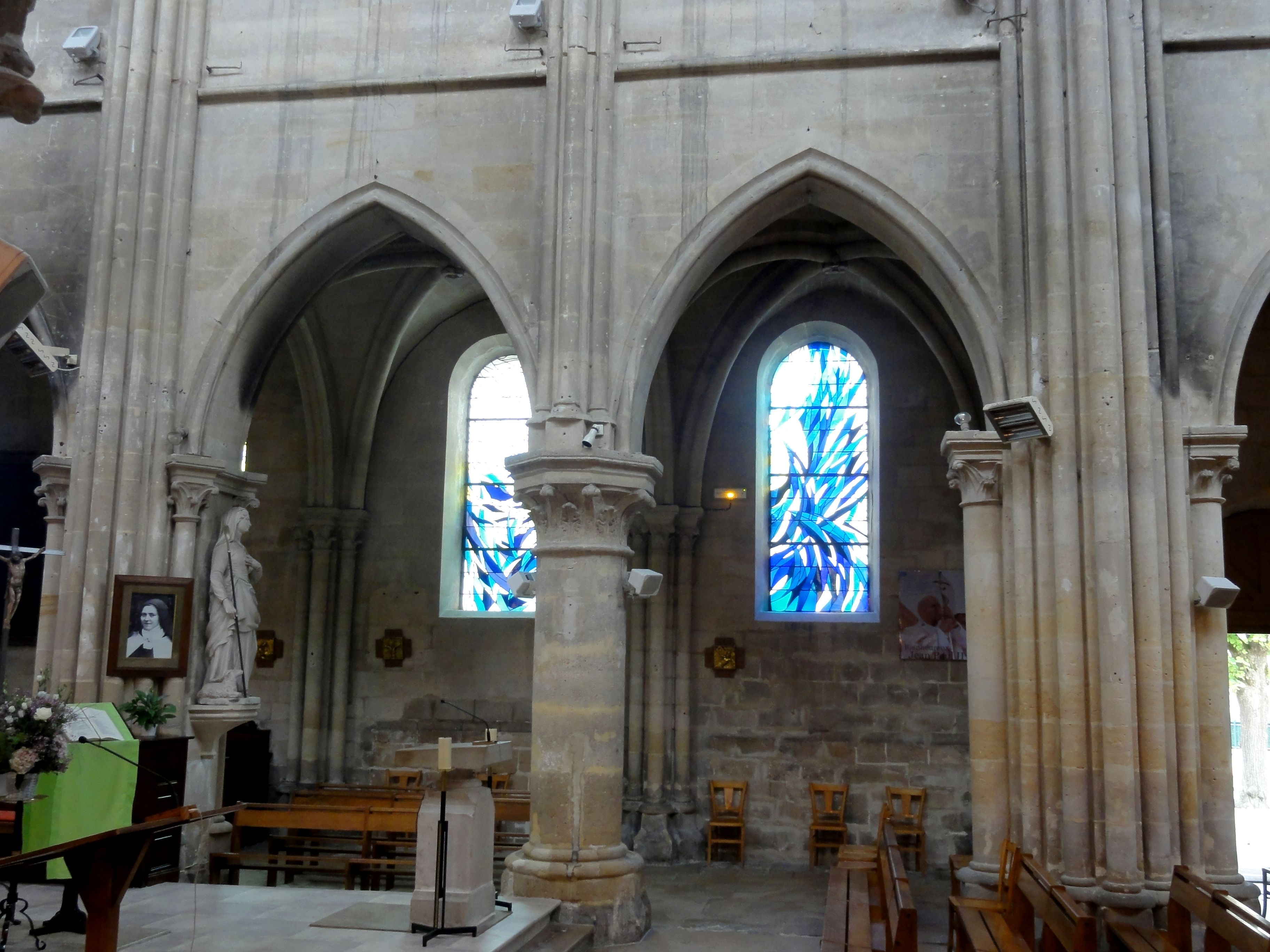
Grandes arcades du sud.
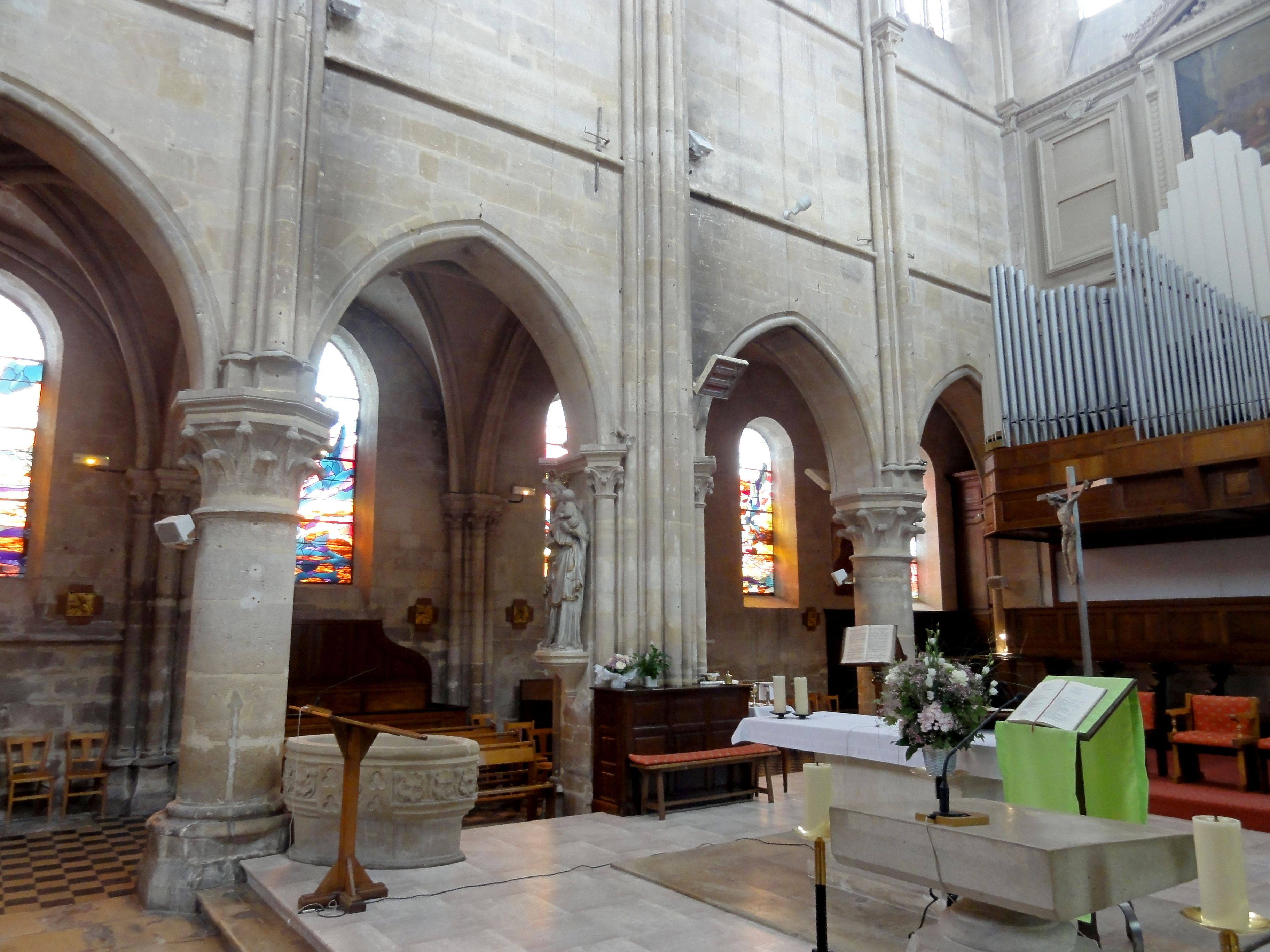
Grandes arcades du nord.
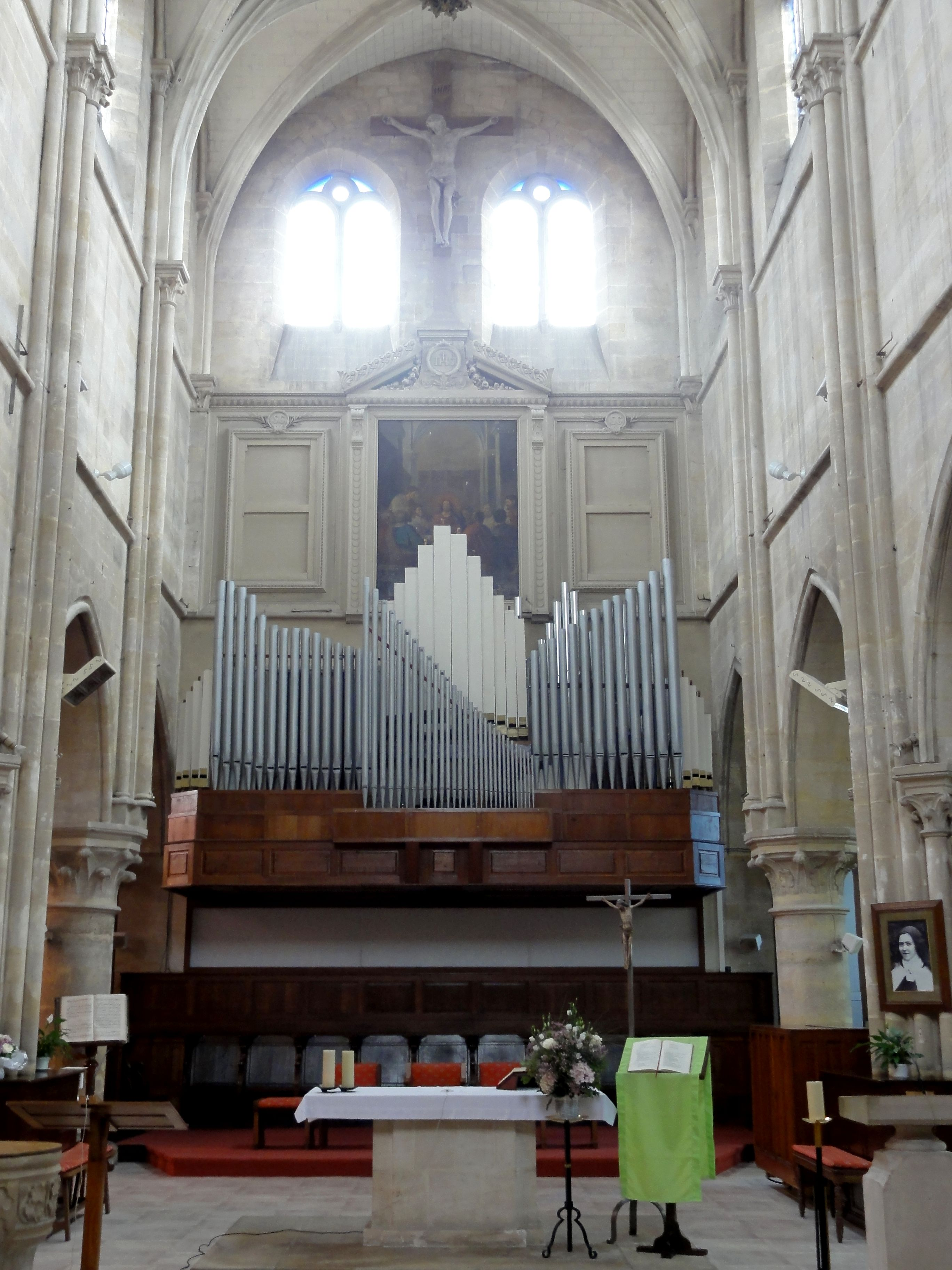
Vue dans le chœur.
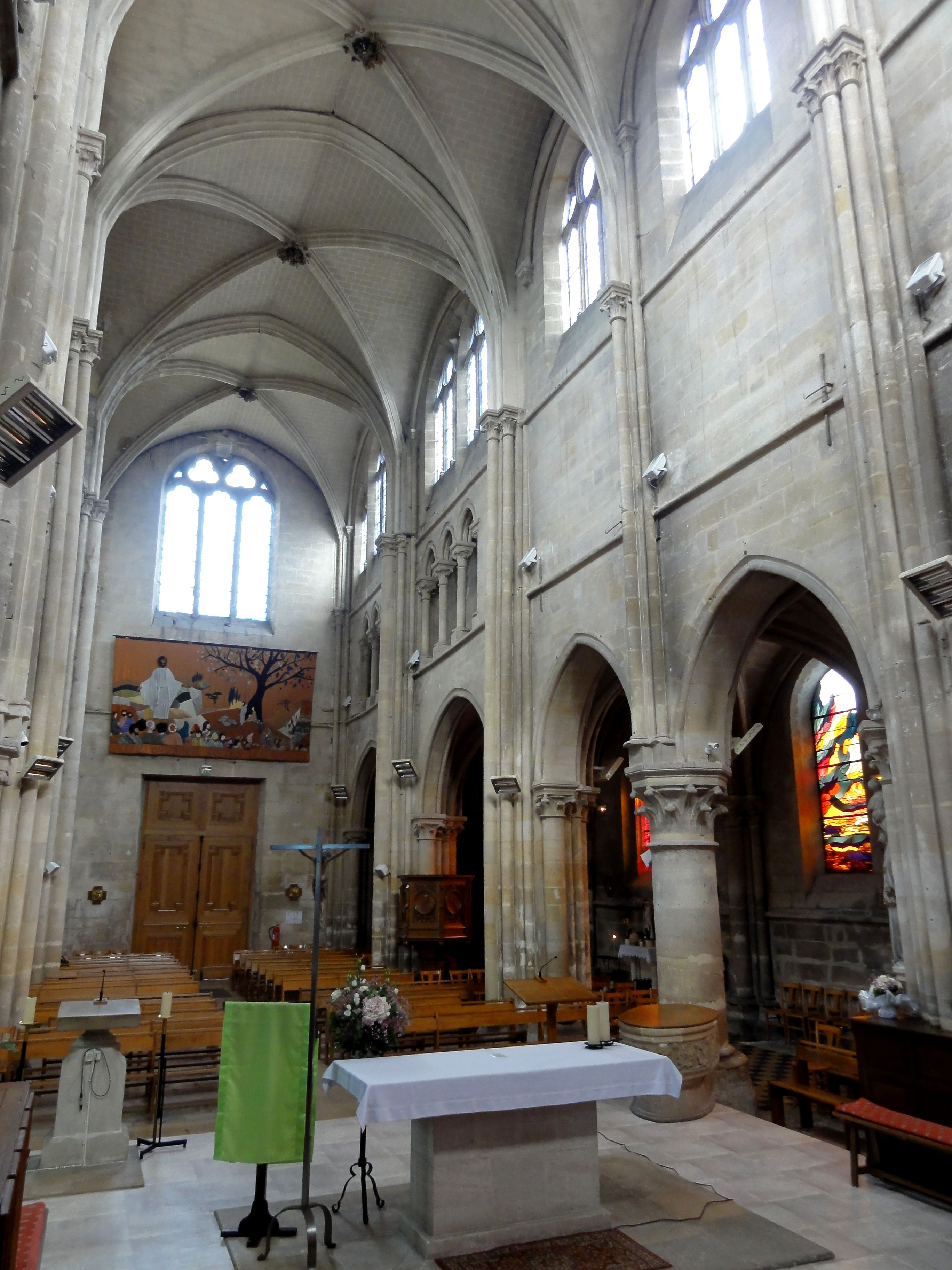
Vue depuis le chevet.
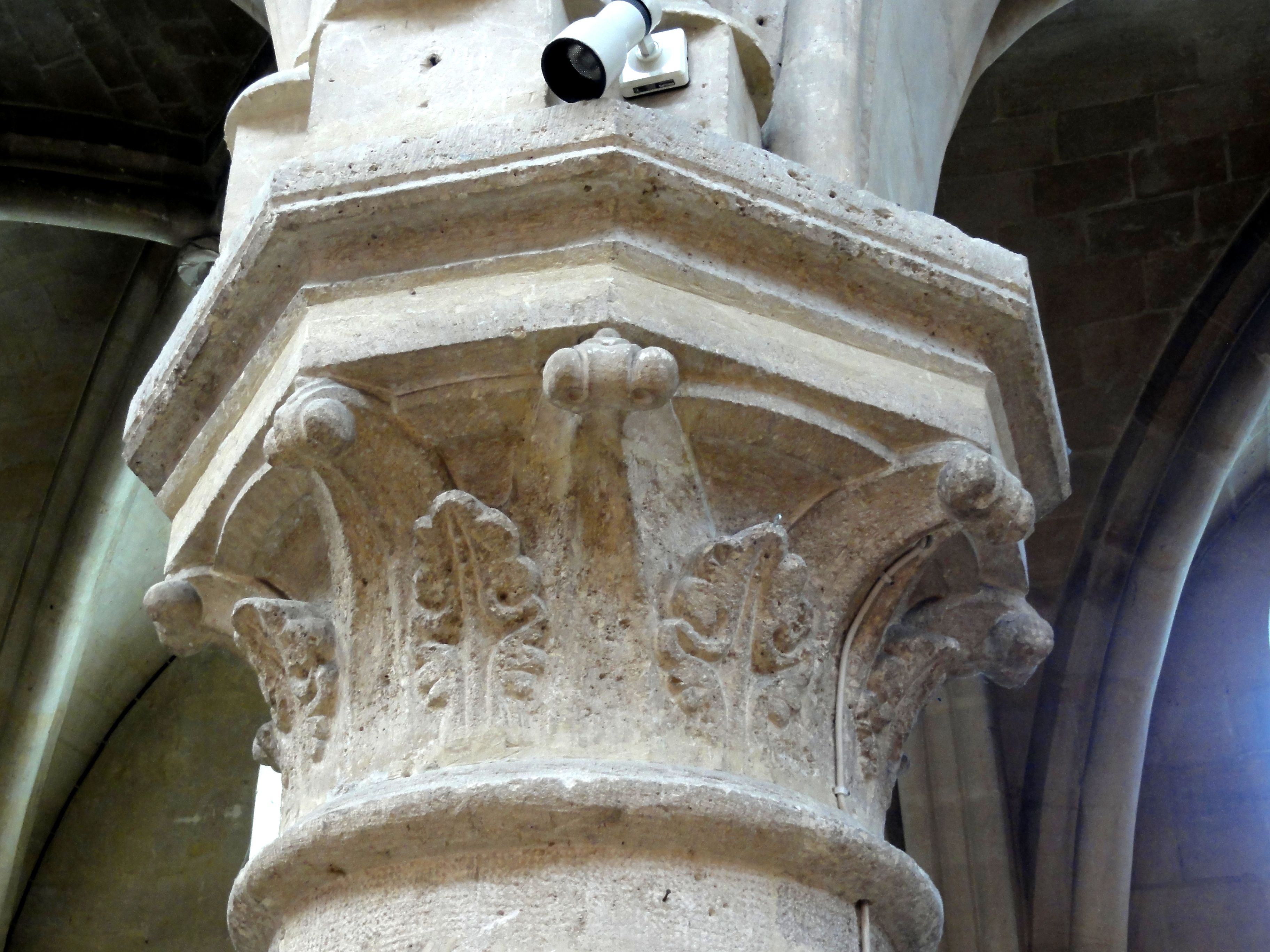
Chapiteau au sud.
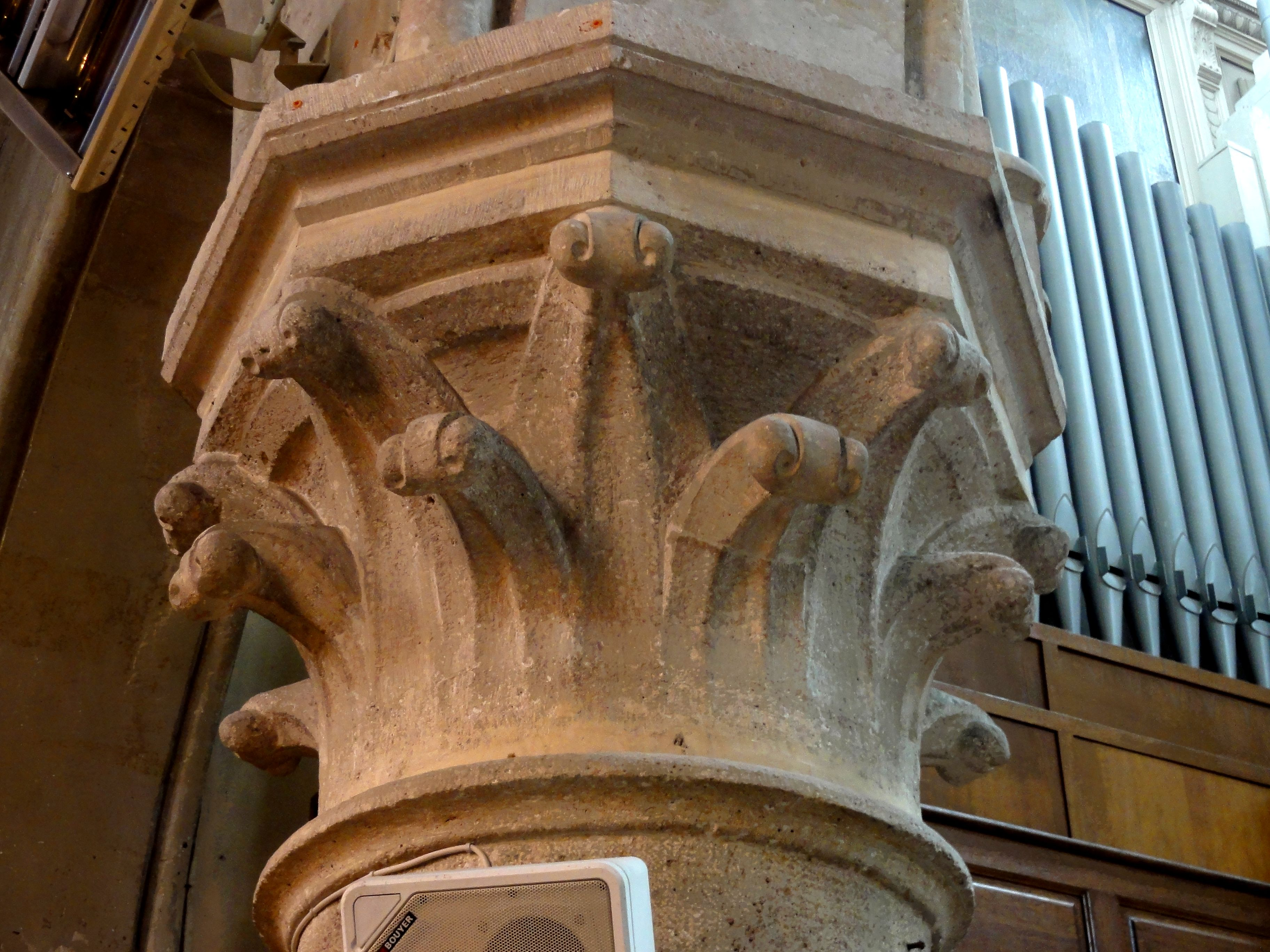
Chapiteau au nord.

#### Bas-côtés et chapelles

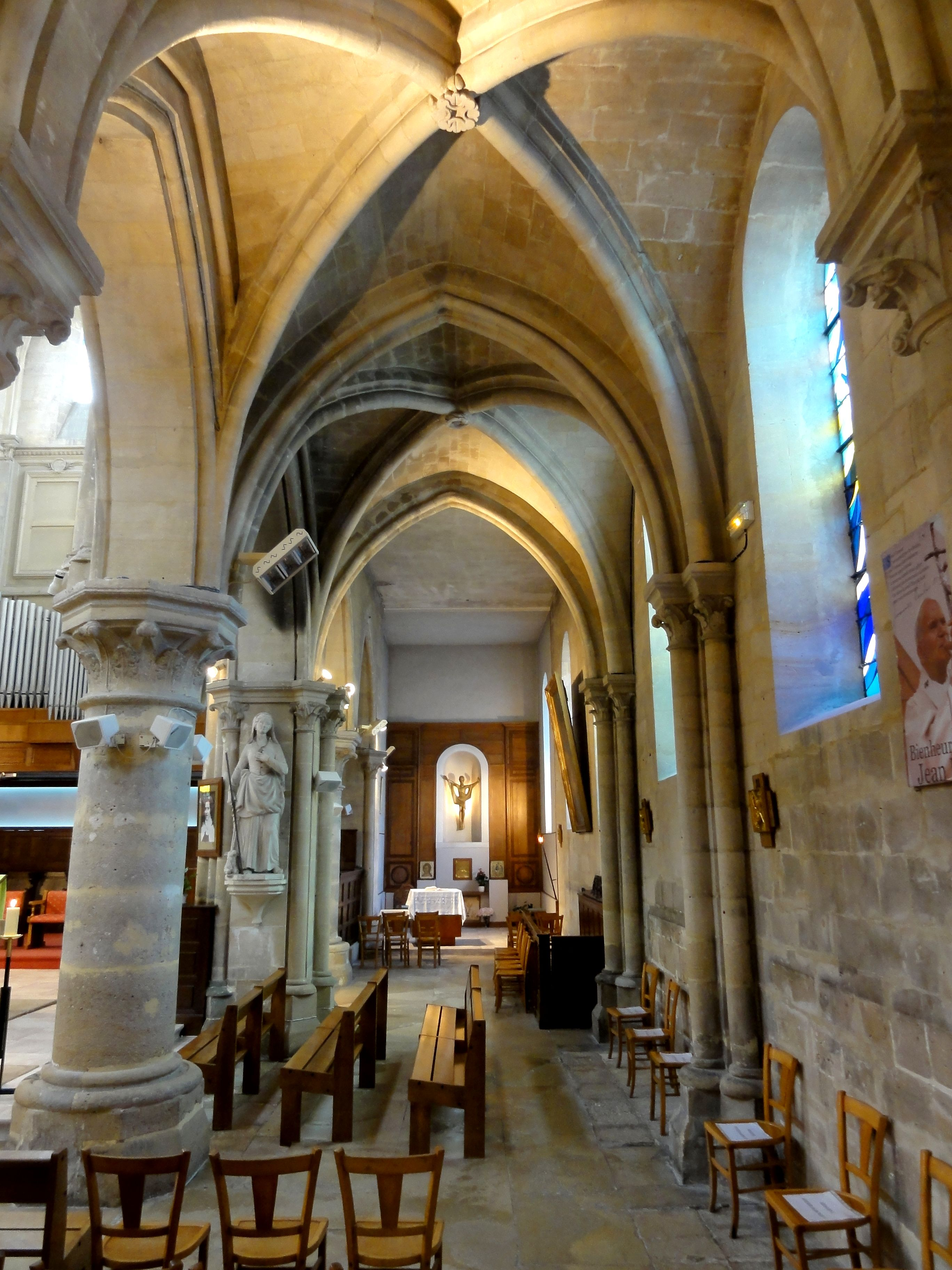
Bas-côté sud, vue vers l'est.

Jusqu'à la quatrième travée incluse, les bas-côtés n'ont que très peu évolué depuis la construction à la fin du XIIe siècle et pendant les années 1220, et ils reflètent donc très bien l'élégance et l'harmonie de l'architecture d'origine. Toutes les grandes arcades ont le même profil, mais celles issues de la première campagne sont plus larges. Toutes les grandes arcades disposent également d'un doubleau secondaire, mais celui-ci ne dispose pas de colonnettes dédiées dans les travées issues de la première campagne, où il n'y a que les piliers cylindriques isolés. Il est aussi intéressant d'observer que le profil des ogives est presque partout le même : un tore, dégagé d'un bandeau en arrière-plan, qui est encadré par deux baguettes. Le tore est en forme d'amande dans la troisième et la quatrième travée du nord (mais pas du sud), et un profil différent existe dans la première travée du bas-côté nord : une petite arête entre deux baguettes. Les clés de voûte sont de petites rosaces, qui en partie sont « tournantes ». La deuxième travée au nord n'a pas de clé de voûte apparente. Les doubleaux sont assortis aux grandes arcades, mais nettement plus minces. Des formerets n'existent que dans les trois premières travées du nord, et rien ne prouve qu'il y en a eu dans les autres travées, car des irrégularités de ce type ne sont pas rares. Le long des murs, les supports sont indifféremment des faisceaux de trois colonnettes, celle du milieu étant plus forte que les autres jusqu'à la limite entre la seconde et la troisième travée incluse. Contrairement aux supports autour des piliers des grandes arcades, les supports ne sont donc plus au même nombre que les éléments à supporter, et les formerets doivent se partager les tailloirs avec les ogives. Une colonnette unique occupe l'angle nord-ouest du bas-côté sud.
Des exceptions existent dans la première travée du bas-côté sud, qui est la base du clocher. Le doubleau vers la seconde travée est plus étroit et non mouluré, mais pourvue d'un deuxième rang de claveaux et d'une colonnette supplémentaire côté est. Sa forme en tiers-point et les deux colonnettes à chapiteau qui le supportent, l'identifient comme faisant partie de la seconde campagne de construction. La disposition des supports dans la nef à la limite entre la première et la seconde travée côté nord, mais aussi la profondeur plus importante de la première travée de la nef, tous ces éléments parlent en faveur de l'existence d'un clocher au même endroit dès le départ, alors que le clocher actuel ne date que du XVIIe ou XVIIIe siècle. La voûte d'ogives de la base du clocher présente les mêmes caractéristiques que les autres voûtes des bas-côtés, mais les ogives retombent sur des consoles non décorées, et il n'y a pas de formerets. D'autres particularités existent dans les cinquièmes et sixièmes travées des bas-côtés, qui ont perdu leurs voûtes. Les colonnettes des ogives subsistent encore, bien que sans emploi, près du mur extérieur à la limite avec la quatrième travée, ainsi qu'à la fin des grandes arcades du nord et du sud. Ces colonnettes sont placées de biais, disposition qui existe dans de nombreuses églises pour les colonnettes réservées aux ogives. Les travées orientales des bas-côtés et les chapelles d'une travée qui les prolongent tiennent leur effet des boiseries (au nord seulement) et des retables sobres en bois de chêne, ainsi que du mobilier et du statuaire. La chapelle du nord est dédiée au Sacré-Cœur de Jésus Christ, et celle du sud au Saint-Sacrement. Elle possède aussi un petit autel moderne, et cet espace est aménagé pour pouvoir y célébrer des messes en semaine.

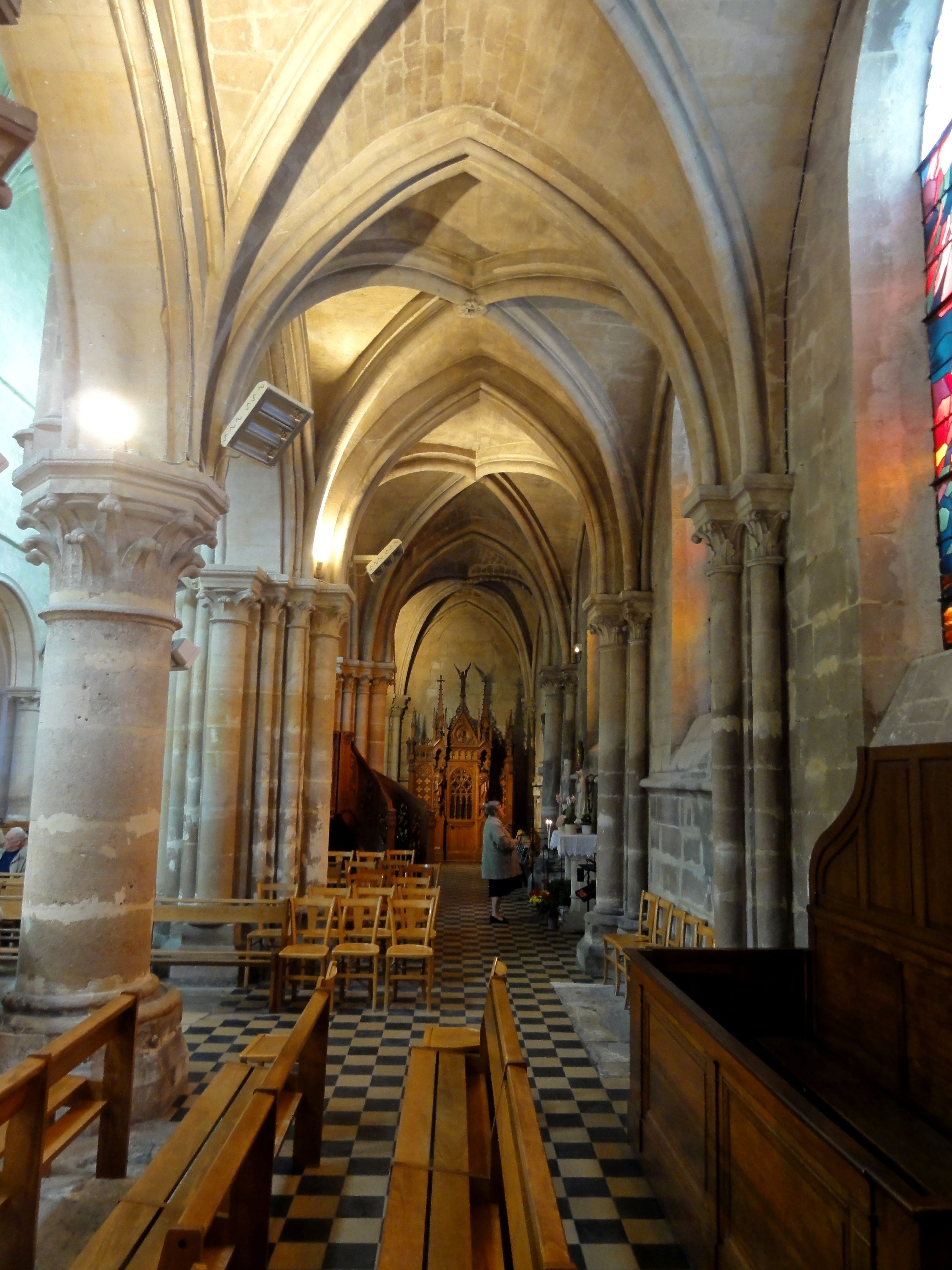
Bas-côté nord, vue vers l'ouest.
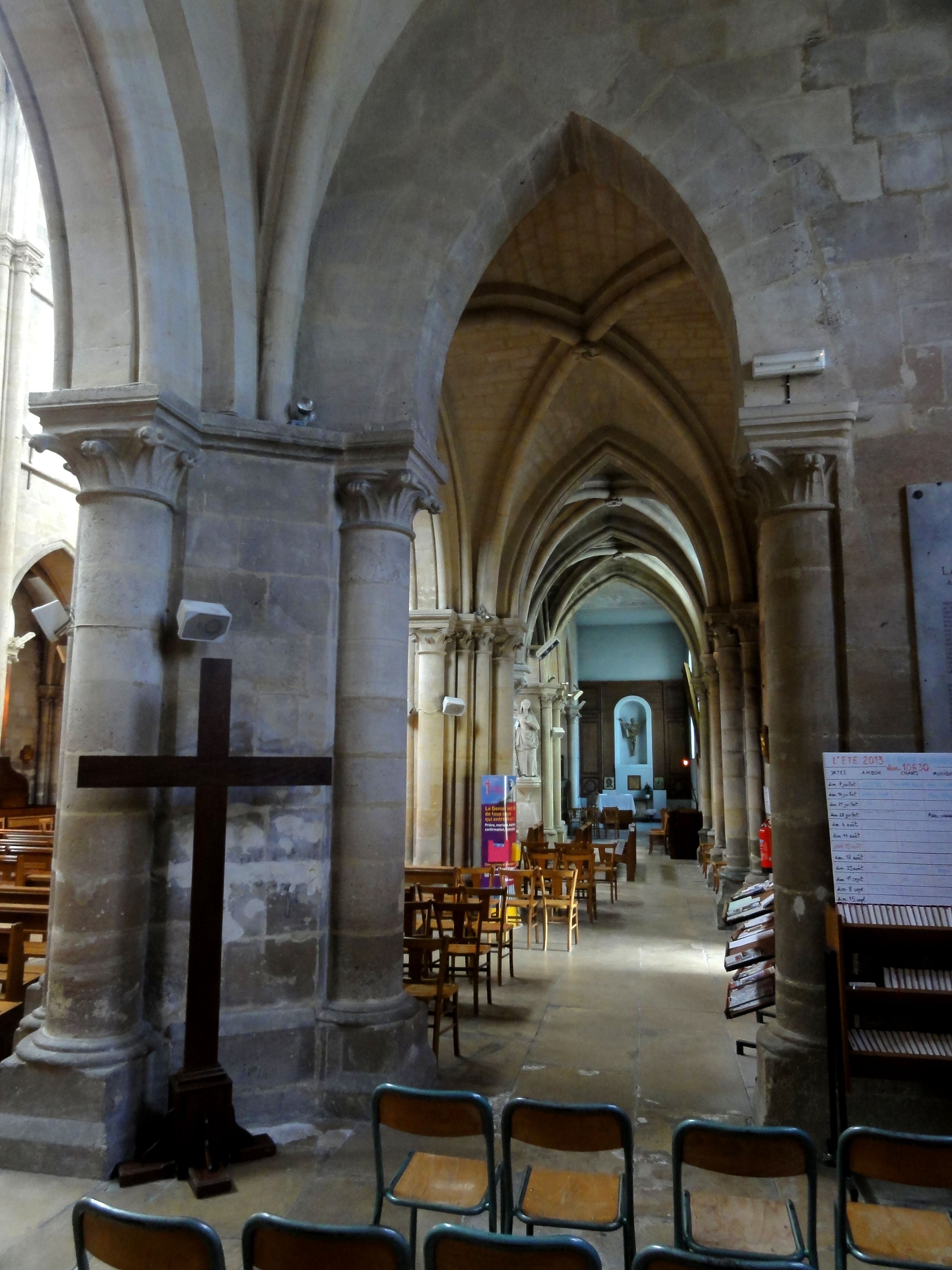
Base du clocher.
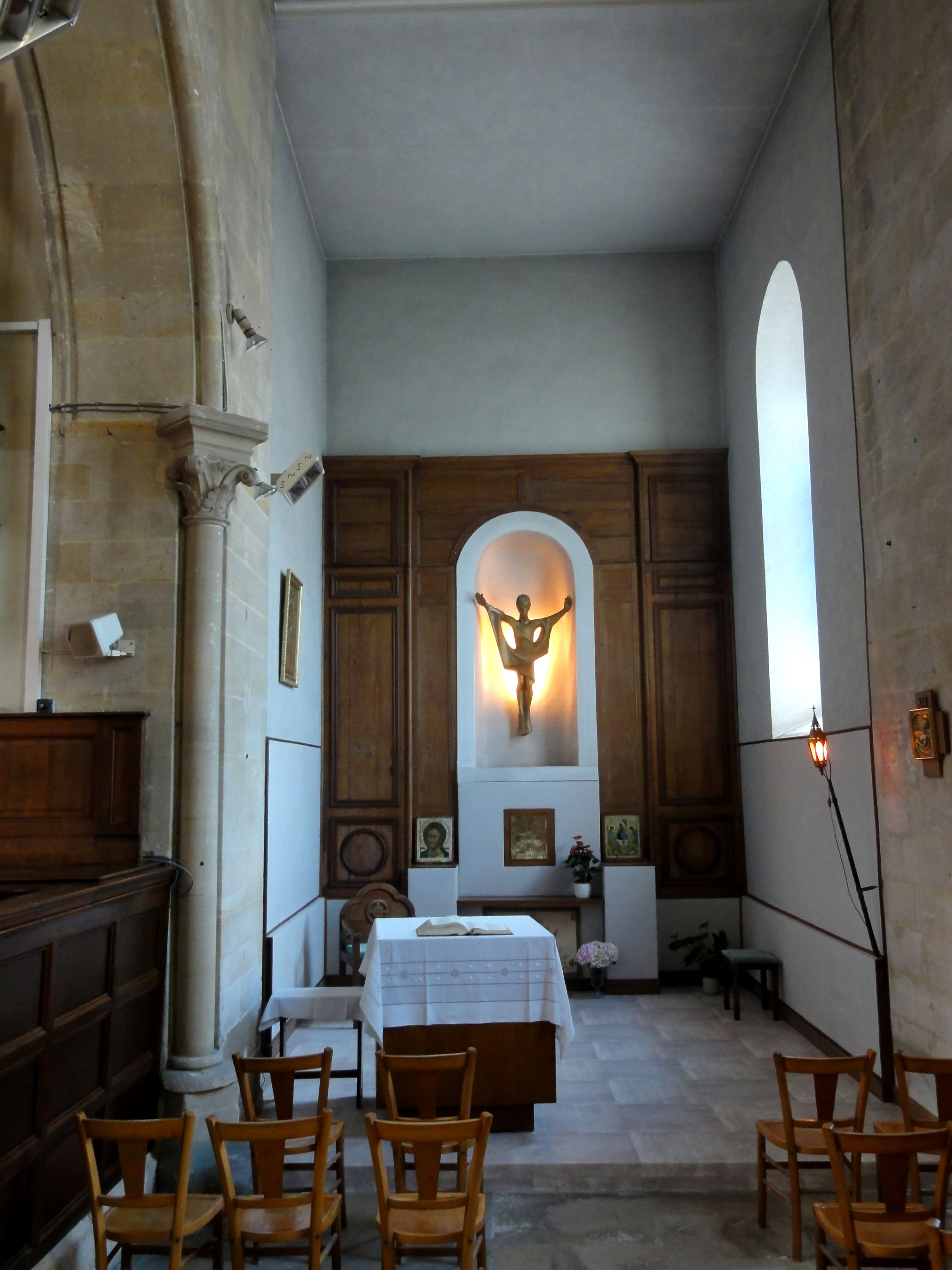
Chapelle du Saint-Sacrement.
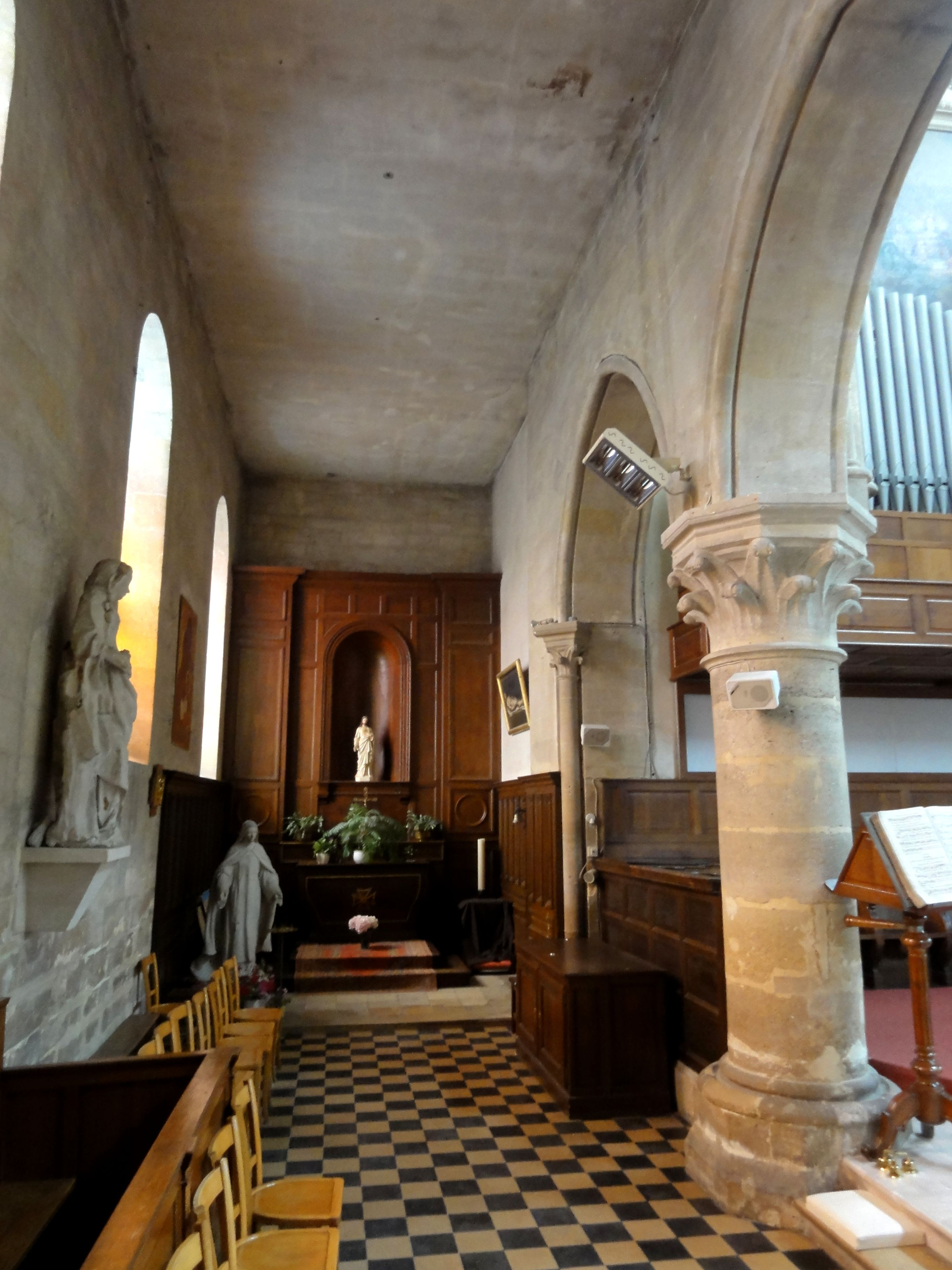
Chapelle du Sacré-Cœur.
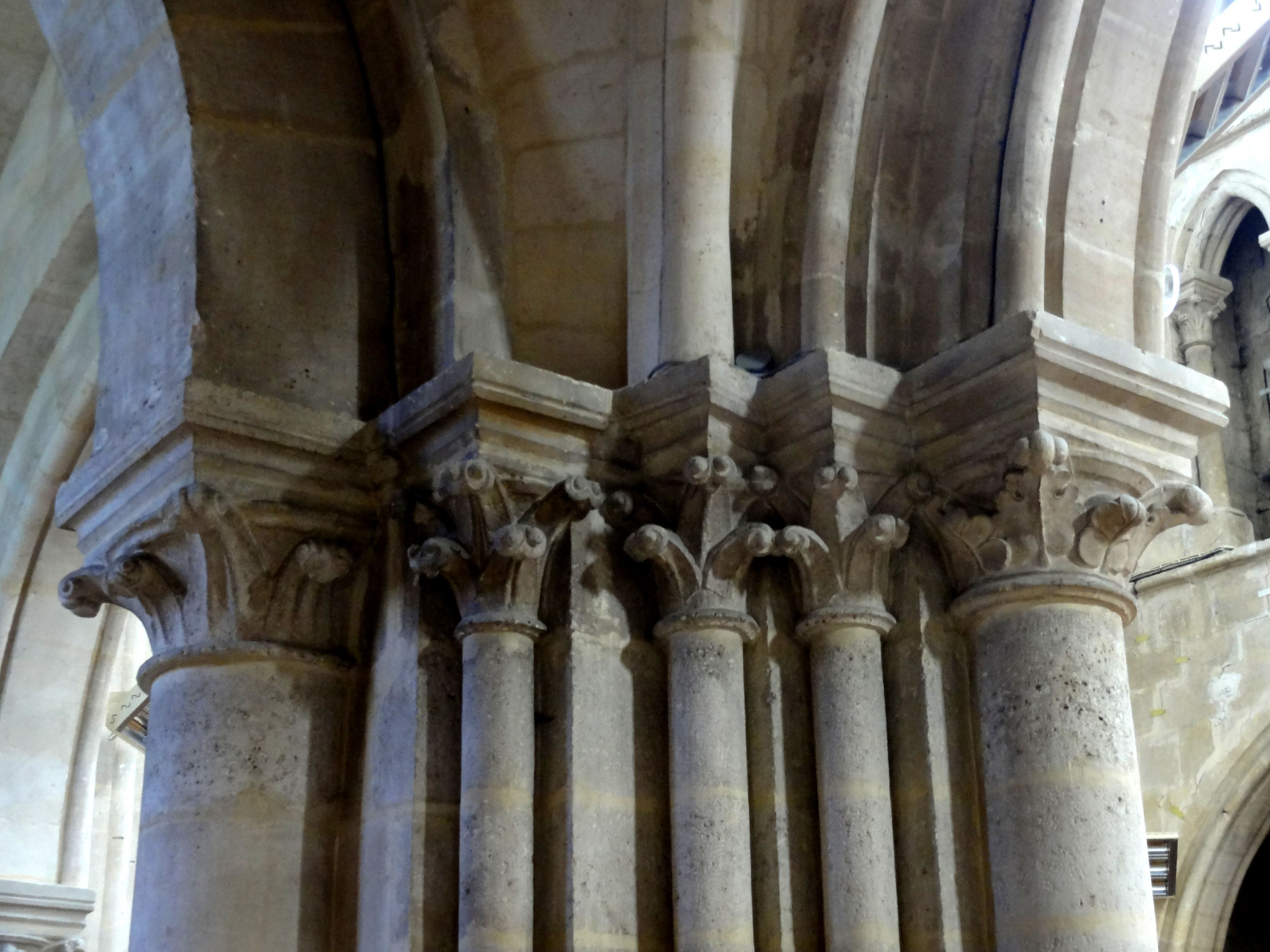
Bas-côté sud, chapiteaux du 2e travée côté clocher.
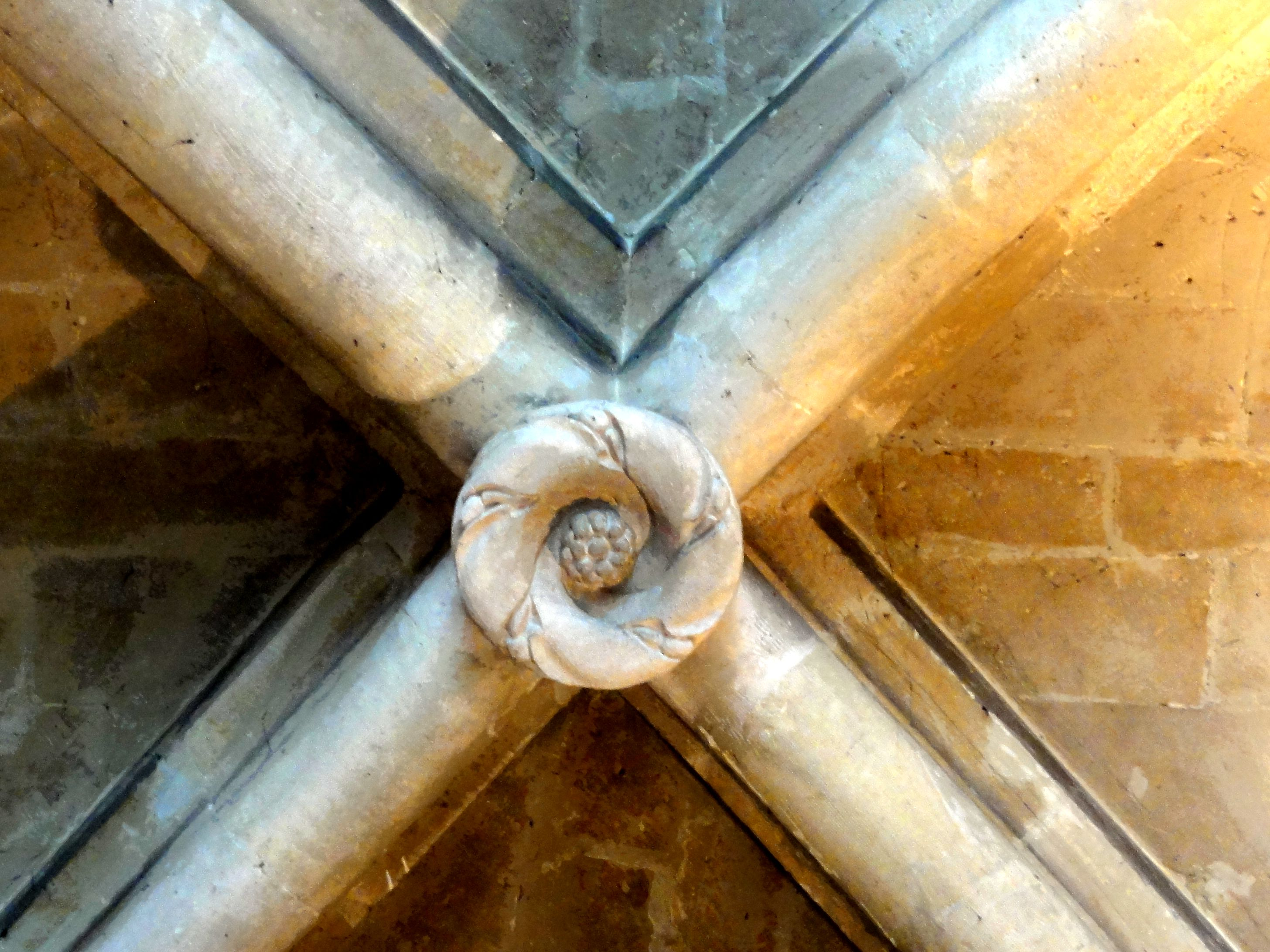
Bas-côté sud, clé de voûte de la 4e travée.

### Extérieur

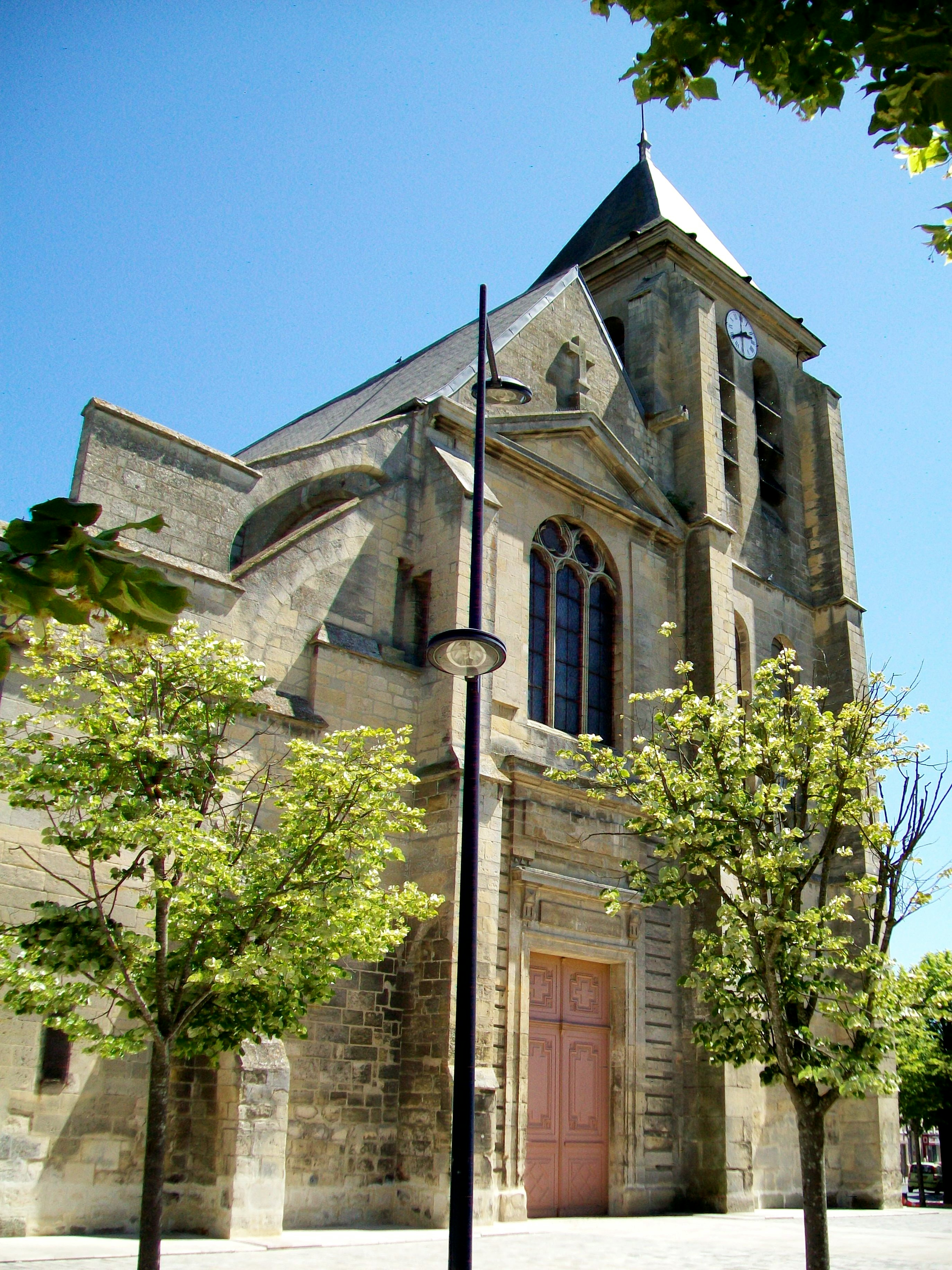
Façade occidentale.

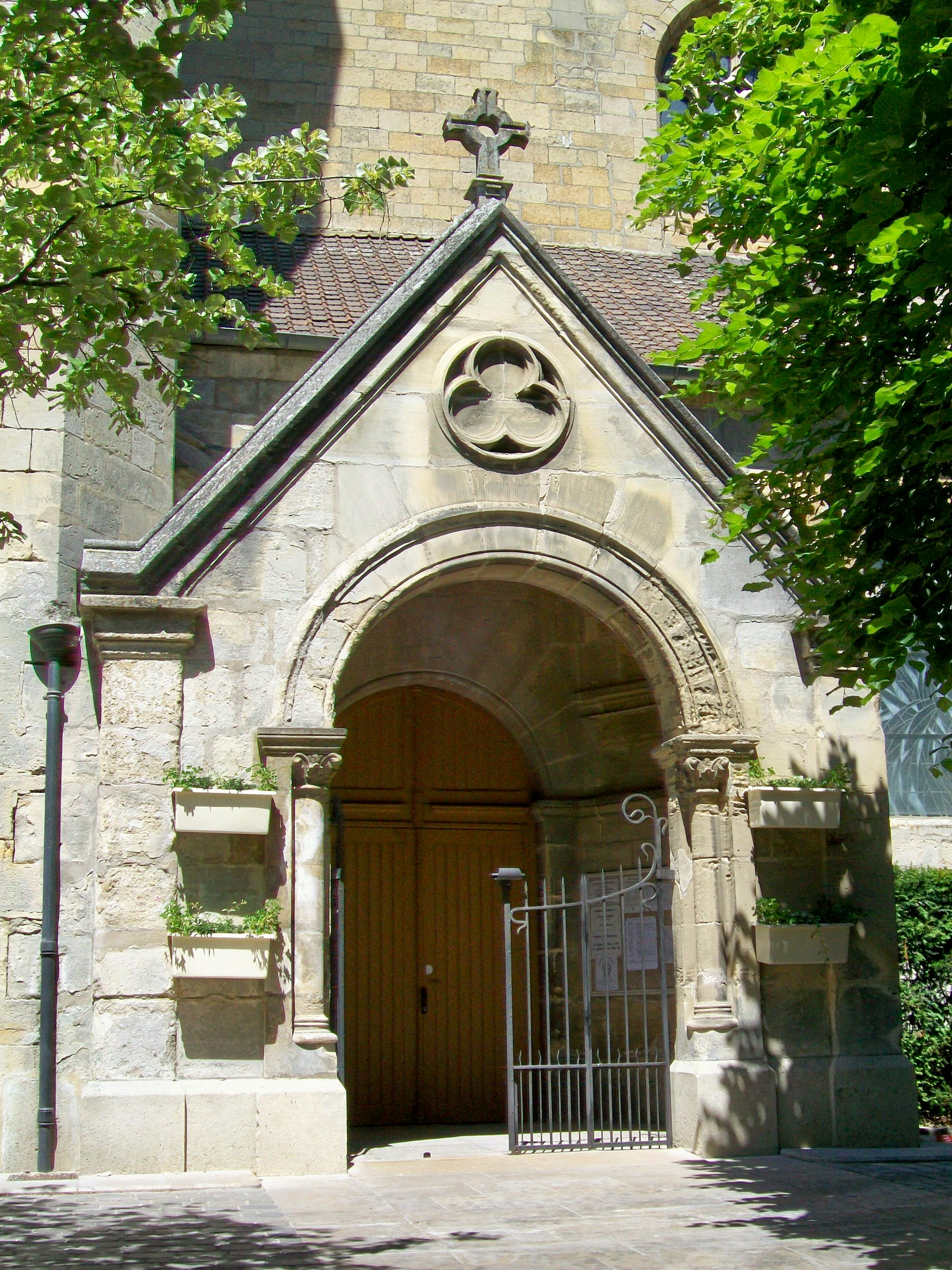
Porche devant le portail du bas-côté sud.

Une façade de style classique a été plaquée devant le mur occidental de la nef : au-dessus du fronton triangulaire, le pignon proprement dit reste encore visible. La fenêtre haute est cantonnée de pilastres nus qui témoignent du peu de recherche stylistique de la part de l'architecte. Bien qu'en plein cintre, cette fenêtre pourrait encore remonter à la période de transition entre le gothique flamboyant et la Renaissance, au milieu du XVIe siècle. Son remplage est en effet constitué de trois lancettes trilobées, surmontées par deux oculi dans lesquels s'inscrivent des trèfles. On fait le même constat qu'à l'intérieur de l'église : les bordures du remplage sont complètement noyées dans l'appareil. Le remplage de la fenêtre est donc plus ancien que le parement des murs, sans pour autant être d'origine. Le portail rectangulaire à double vantail est entouré de moulures et flanqué de bossages, et il est surmonté de deux entablements seulement esquissés.
Situé à droite de la façade, le clocher se signale surtout par son absence de style. Outre sa base qui fait partie du bas-côté sud, il possède deux étages de baies, à raison de deux baies en plein cintre non décorées par face libre et par niveau. Chaque angle est épaulé par deux contreforts orthogonaux, sauf l'angle sud-est, qui est occupé par une tourelle d'escalier angulaire. Le toit est une pyramide sur plan carré, couverte d'ardoise.
Au-dessus du mur du bas-côté nord, l'on aperçoit l'un des deux arcs-boutants à double volée qui épaulent la première travée de la nef. Les culées très larges des arcs-boutants sont en grande partie bâties hors œuvre et font extrêmement saillie devant le bas-côté, ce qui indique qu'il doit s'agir d'un ajout après coup. L'idée devait être de contrebuter la voûte de la première travée, qui devait souffrir d'une inclinaison du clocher vers le nord. Mais le système n'a pas donné ce que l'on attendait de lui, car la voûte s'est finalement cassée, comme toutes les autres (les voûtes actuelles étant de fausses voûtes en bois et plâtre). Le bouchage de la volée inférieure de l'arc-boutant témoigne d'une dernière tentative désespérée de sauver encore la voûte. Une remise occupe l'espace délimité par les culées des deux arcs-boutants.
L'élévation septentrionale fait apparaître un seul contrefort au niveau des murs hauts de la nef ; il se situe entre la deuxième et la troisième travée. Les fenêtres hautes des deux premières travées, déjà mentionnées, s'inscrivent dans des arcs de décharge en cintre surbaissé. Les fenêtres hautes des autres travées sont moins larges et n'ont pas besoin d'arc de décharge, et s'inscrivent toutes dans des arcs en tiers-point, tout comme à l'intérieur. Au niveau du bas-côté, l'on relève trois contreforts sans style correspondant à la deuxième, la troisième et la quatrième travée. La deuxième travée conserve une baie pourvue d'un réseau du plus pur style flamboyant, qui doit être le résultat d'un tout premier remaniement à la fin du XVe siècle. Les deux baies suivantes sont des lancettes simples en tiers-point, entourées par un double rang de claveaux. Elles appartiennent au style gothique primitif et n'ont pas évolué depuis l'achèvement de l'église. Ensuite, les travées non voûtées présentent des baies en plein cintre sans style particulier, et vue qu'il n'y a pas trace de contreforts, ces travées ont dû être entièrement rebâties au XVIIIe siècle.
Quant à l'élévation méridionale, l'on y voit les mêmes fenêtres hautes que celles de la troisième à la sixième travée au nord, et le bas-côté semble entièrement rebâti dès la troisième travée, avec des fenêtres en plein cintre sans style. Le porche de 1878 s'ouvre entre deux colonnettes à chapiteaux de style gothique, mais il est cantonné de pilastres de style classique, et l'ouverture ainsi que la porte sont en plein cintre.

## Mobilier

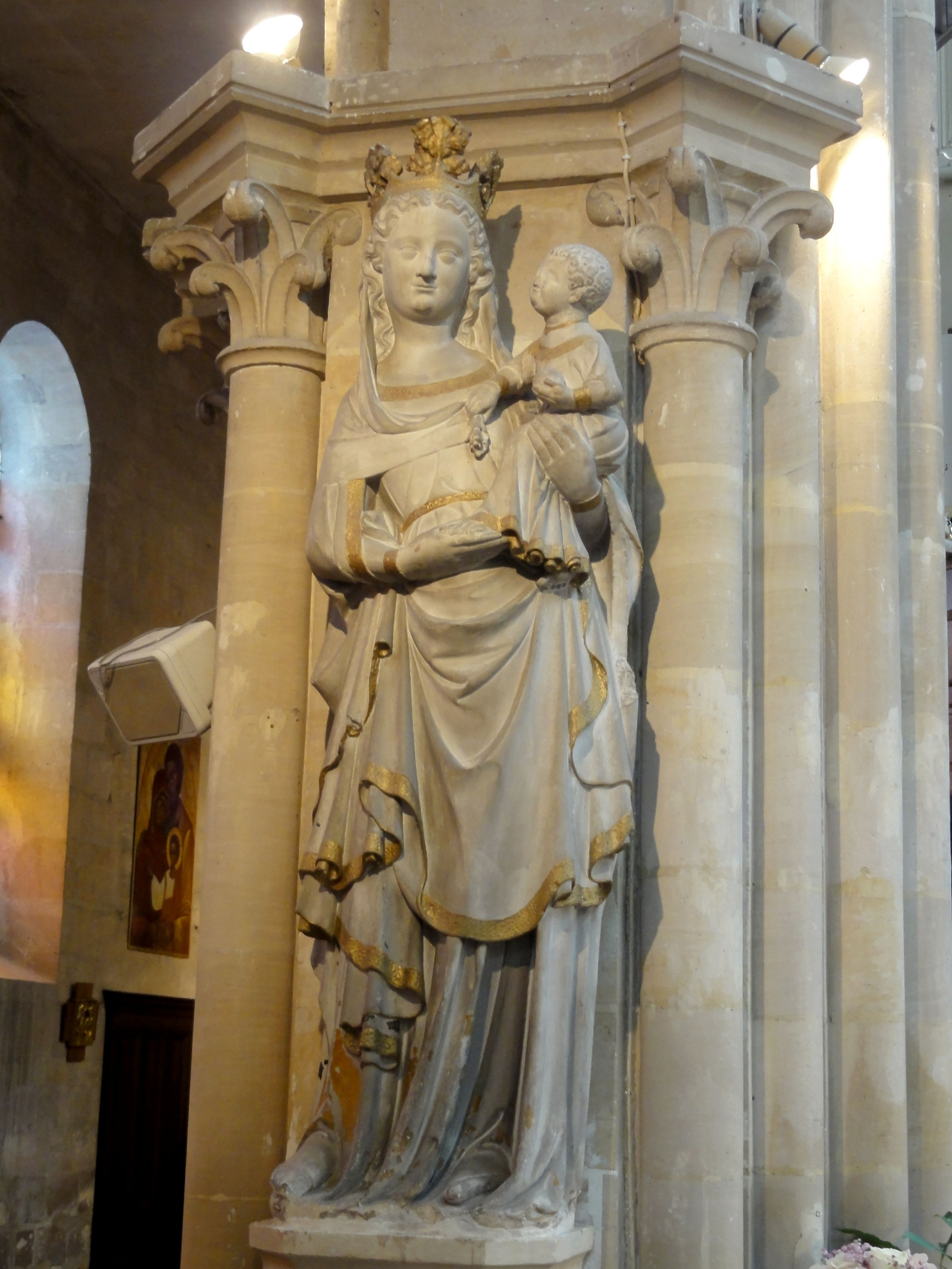
Vierge à l'Enfant du XIVe siècle.

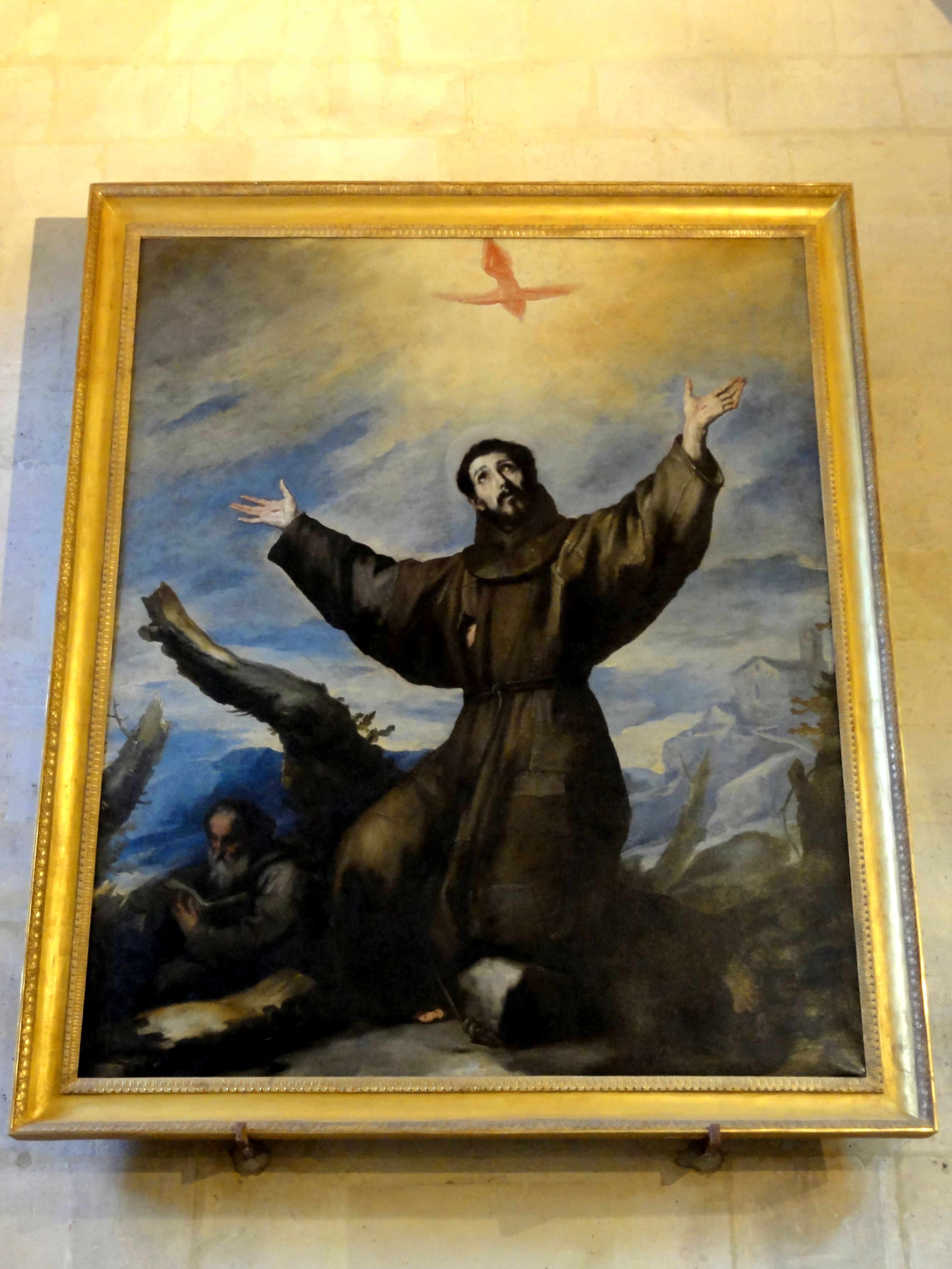
Extase de saint François.

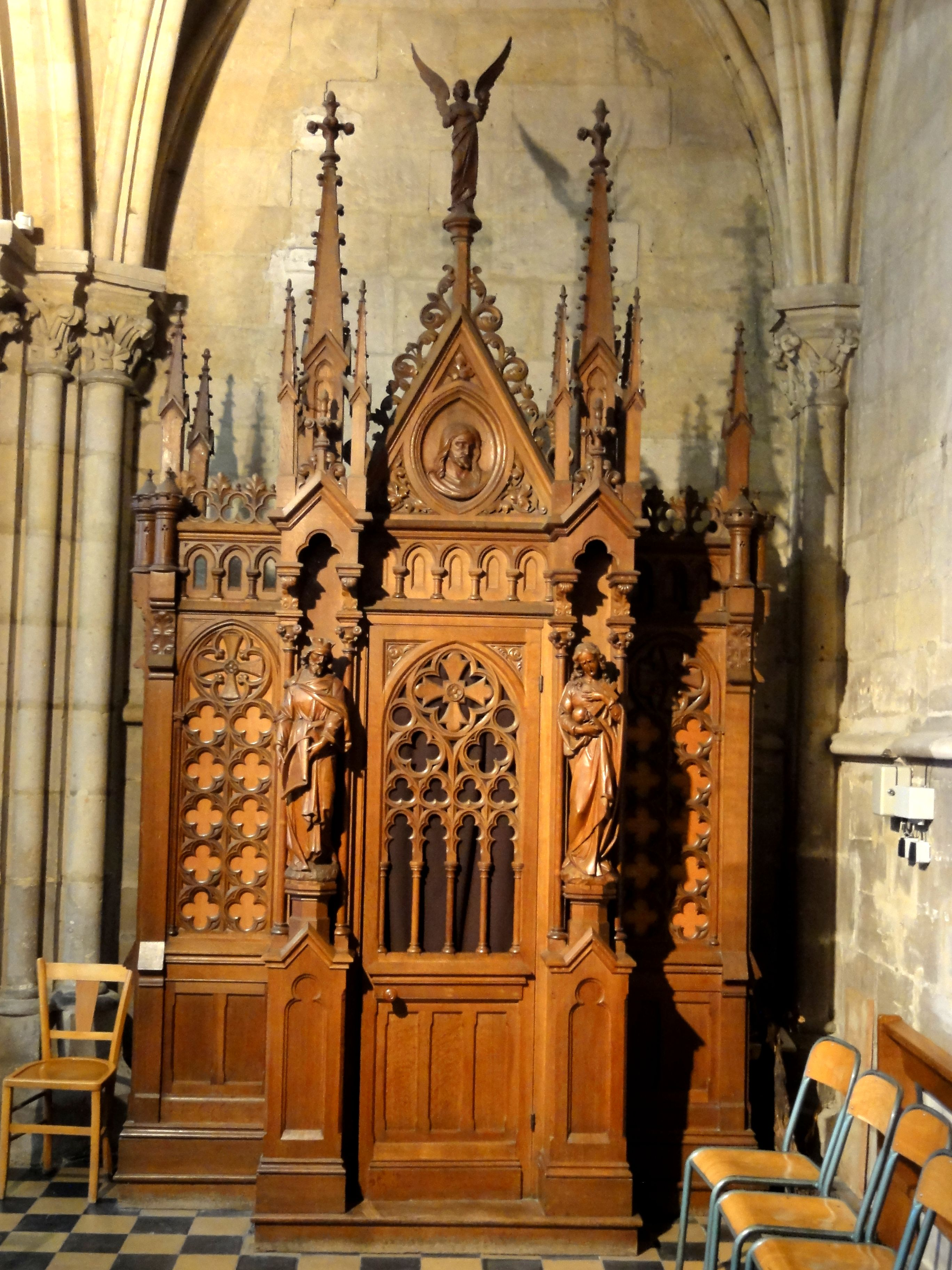
Confessionnal de 1852.

L'église renferme trois éléments de mobilier classés monument historique au titre objet :
- Les fonts baptismaux en pierre calcaire du XIVe siècle, sous la forme d'une cuve baptismale à infusion ovale, taillée dans un bloc monolithique. Une moulure simple court autour à la limite supérieure, et un bandeau mouluré plus complexe sépare la cuve de son socle, mais ce bandeau se trouve interrompu sur les faces latérales. Ici le décor de la cuve est différent et plus simple : quatre trilobes autour d'une fleur à cinq pétales entourée d'un boudin. Sinon le décor est constitué de feuilles polylobées alternant avec des fruits d'arum. Le socle se retraite à peine par rapport à la cuve, et possède une base moulurée très fine[18]. Eugène Müller parle de « fonts pédidulés avec vasque carénoïdale »[19]. L'on note l'emplacement très inhabituel des fonts, à gauche de l'entrée du chœur : d'habitude, les fonts se situent près de l'entrée, au début de l'un des bas-côtés.
- La statue grandeur nature en pierre calcaire de la Vierge à l'Enfant, haute de 178 cm et datant du second quart du XIVe siècle, à gauche de l'entrée du chœur. L'on suppose qu'elle est issue d'un atelier parisien, et l'hôpital de Senlis en possède une semblable. La statue est entièrement enduite de peinture blanche et a été partiellement dorée à l'époque moderne, ce qui cache un peu son âge[20]. Le beau caractère de cette statue est à souligner[19].
- Le tableau peint à l'huile sur toile, intitulé « l'Extase de saint François », mesure 222 cm de hauteur et 194 cm de largeur sans le cadre. Longtemps vu une copie d'une œuvre de José de Ribera (Ribera l'Espagnolet, 1591-1652), le tableau est aujourd'hui attribué à Luca Giordano[21]. Il a été offert par le baron d'Erlanger le 4 septembre 1879, et présenté à l'époque comme un original de « grand prix ». Le tableau bénéficie de soins de restauration en 1994, avec remise sous tension de la toile et restauration picturale[22],[23].

Deux autres éléments sont inscrits depuis 1989 : 
- Le confessionnal néogothique en bois de chêne sculpté date de 1852, mais a été offert en 1888 seulement par Madame Pain, bienfaitrice de la paroisse. C'est un meuble de grande qualité. Des statues de saint Louis et de Marie-Madeleine sont logées dans des niches de part et d'autre de la loge centrale. Leurs dais sont sommés de fleurons et couronnés par de haut pinacles. D'autres pinacles se situent aux quatre extrémités du confessionnal. Le gâble central présente l'effigie du Christ, et il est surmonté d'un ange qui trône en hauteur. Les rinceaux ajourés sur les rampants ne concordent pas avec le style général. Sur les loges, le décor en hauteur est constitué par de petites tours crénelées aux angles, et par des arcatures plaquées. Les portes sont couvertes de nombreux quatre-feuilles s'inscrivant dans des lancettes en tiers- point. Le grand quatre-feuilles au sommet contient une croix pattée. Sur la partie basse de la porte centrale, l'on note quatre arcades trilobées surhaussées[24],[25].
- Le tableau peint à l'huile sur toile et représentant sainte Geneviève lisant auprès de ses moutons et entouré d'angelots voletants, est peinte d'après une gravure de Carle Van Loo[25].

D'autres éléments du mobilier méritent l'attention : 
- La statue en pierre de sainte Geneviève, patronne de la paroisse, de 1861[26], à droite de l'entrée du chœur.
- La statue en pierre de sainte Agnès du XVIe siècle, dans le bas-côté nord. Cette sainte martyre est rarement présente dans les églises de la région.
- La statue en pierre de sainte Barbe du XIXe siècle, également dans le bas-côté nord. Elle se démarque de la production en série qui domine le statuaire de cette époque.
- La chaire à prêcher de 1862, arborant des médaillons avec les effigies des quatre Évangélistes en bas-relief. Les quatre-feuilles couvrant le socle et les rinceaux entourant les médaillons sont de même facture que sur le confessionnal. Le style général est toutefois néobaroque ; il se traduit notamment par le dessin des rinceaux, qui sont particulièrement remarquables sur les garde-corps de l'escalier. Le dais ou abat-voix a été déposé peu avant 1980 dans le cadre du réaménagement de l'église[27].
- Un tableau peint à l'huile sur toile et représentant le Christ mort, copie d'un tableau de Philippe de Champaigne qui est au musée du Louvre, exécutée par Charles Renouard en 1862.

L'église possède aussi des stalles du XVIe siècle, placées contre le mur du chevet depuis le réaménagement du chœur en 1669, et deux bancs d'œuvre, une dans le bas-côté nord et une autre dans le bas-côté sud, mais ces meubles sont d'une facture très simple et sans grand intérêt. L'on cherchera en vain des dalles funéraires et des plaques de fondation antérieures à la Révolution.

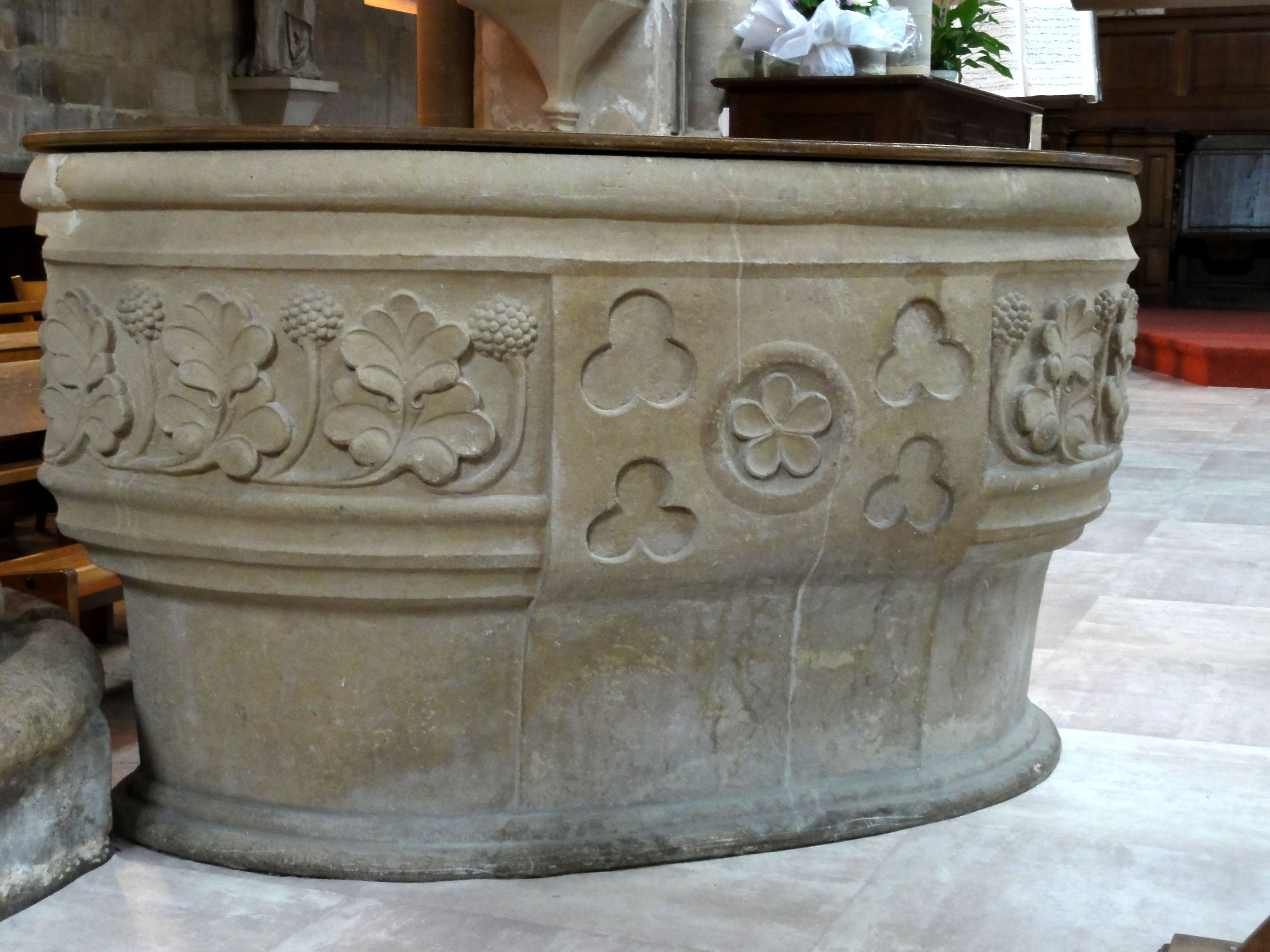
Fonts baptismaux.
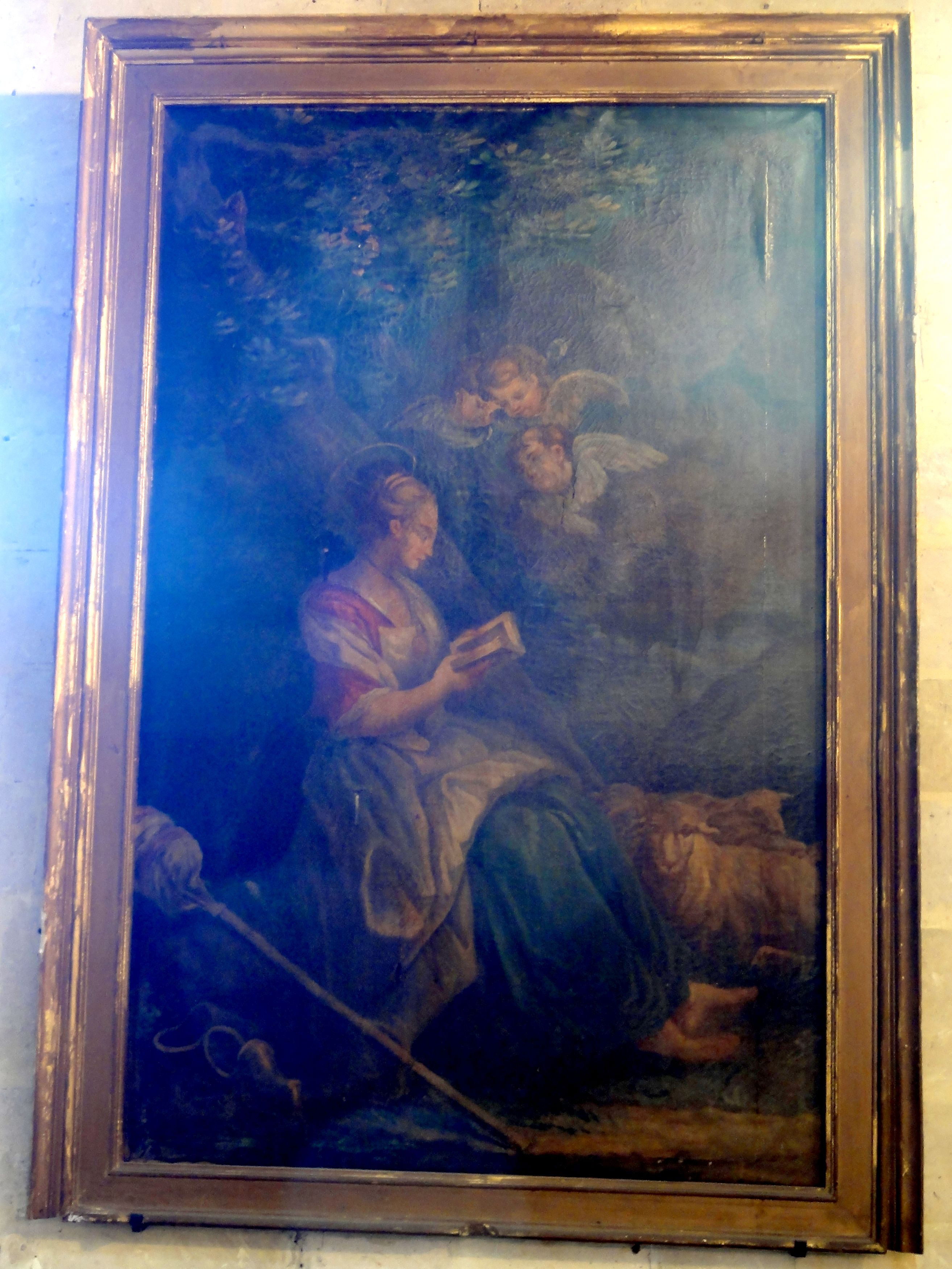
Sainte Geneviève.
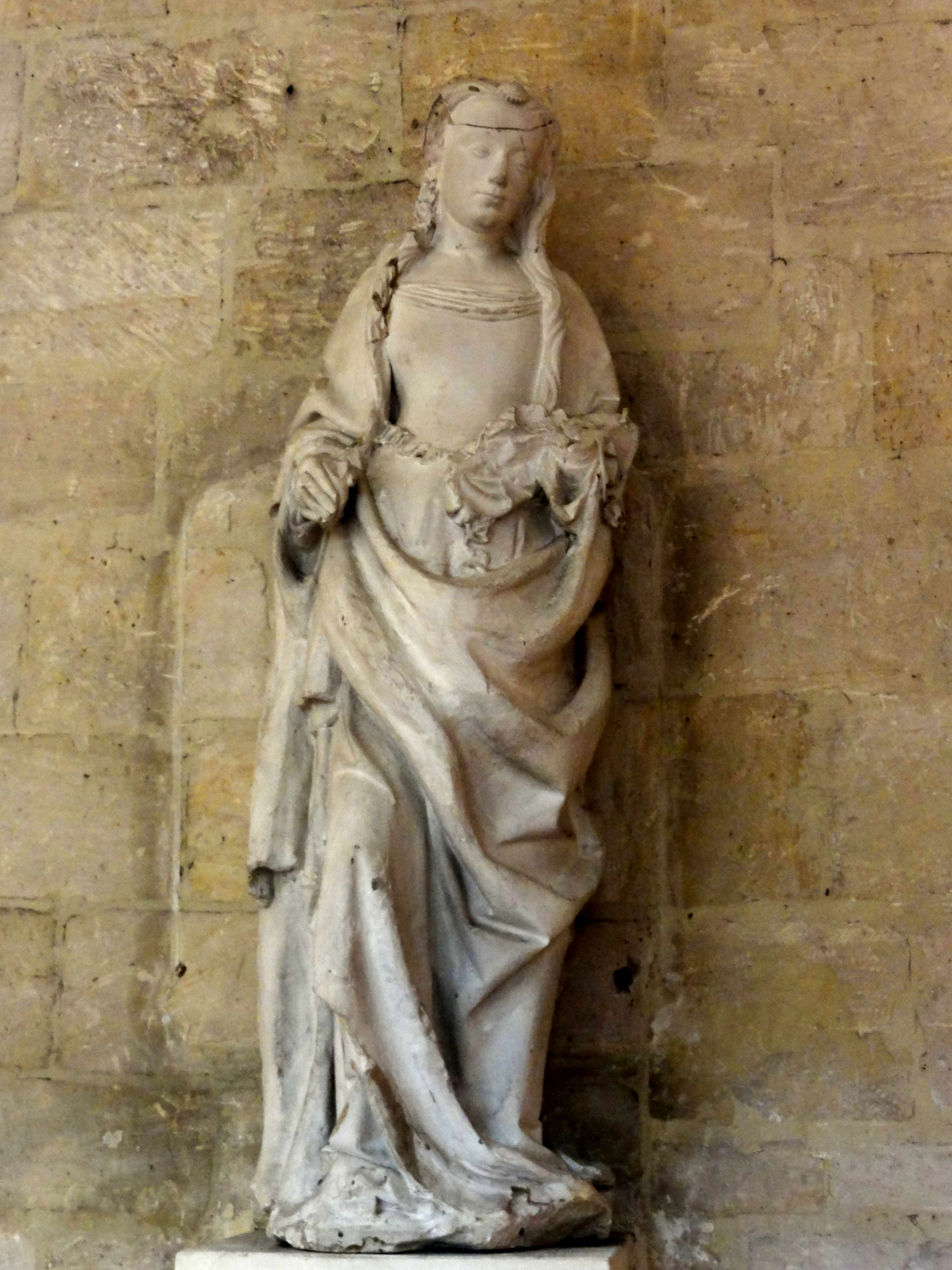
Sainte Agnès.
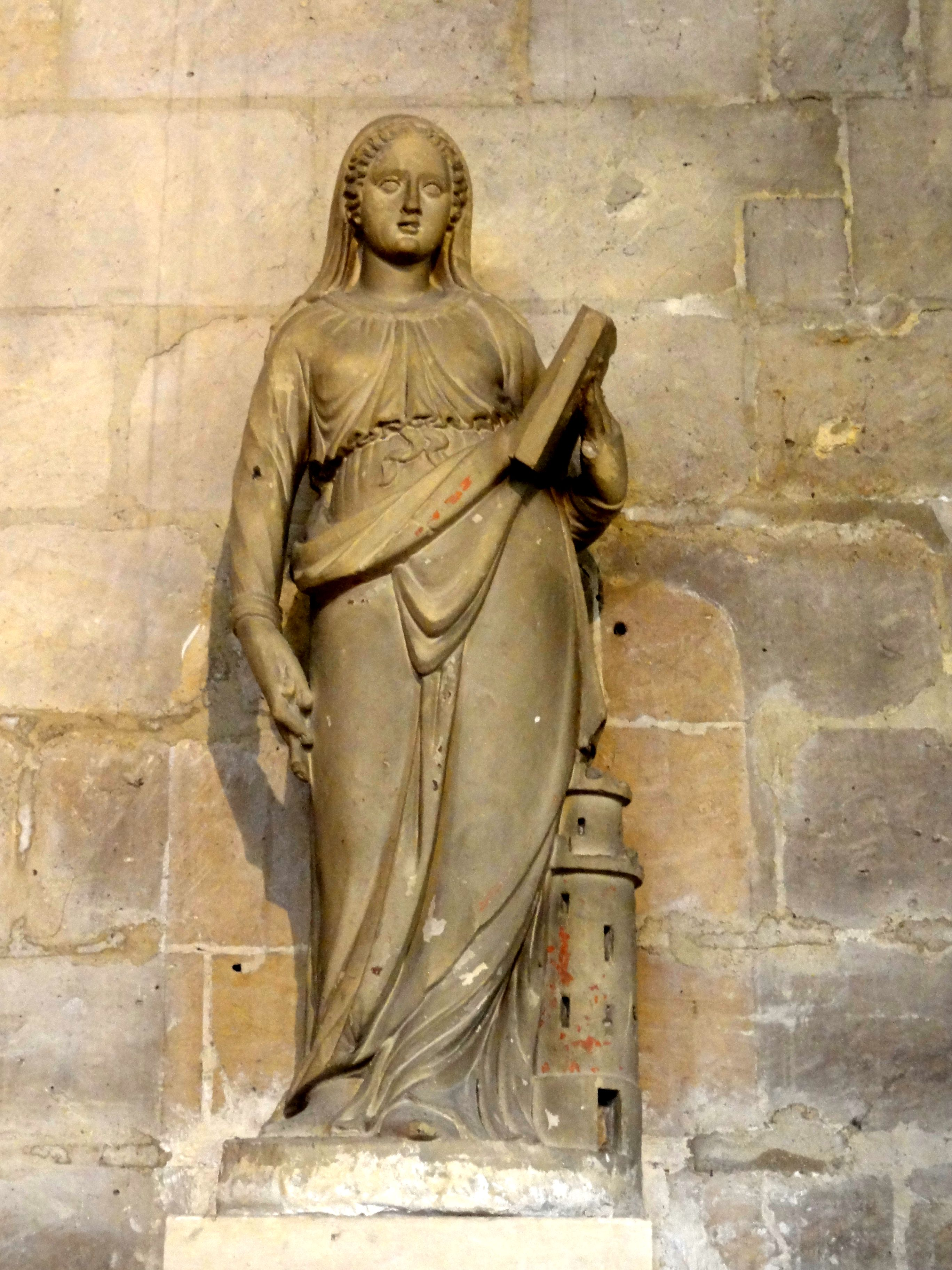
Sainte Barbe.
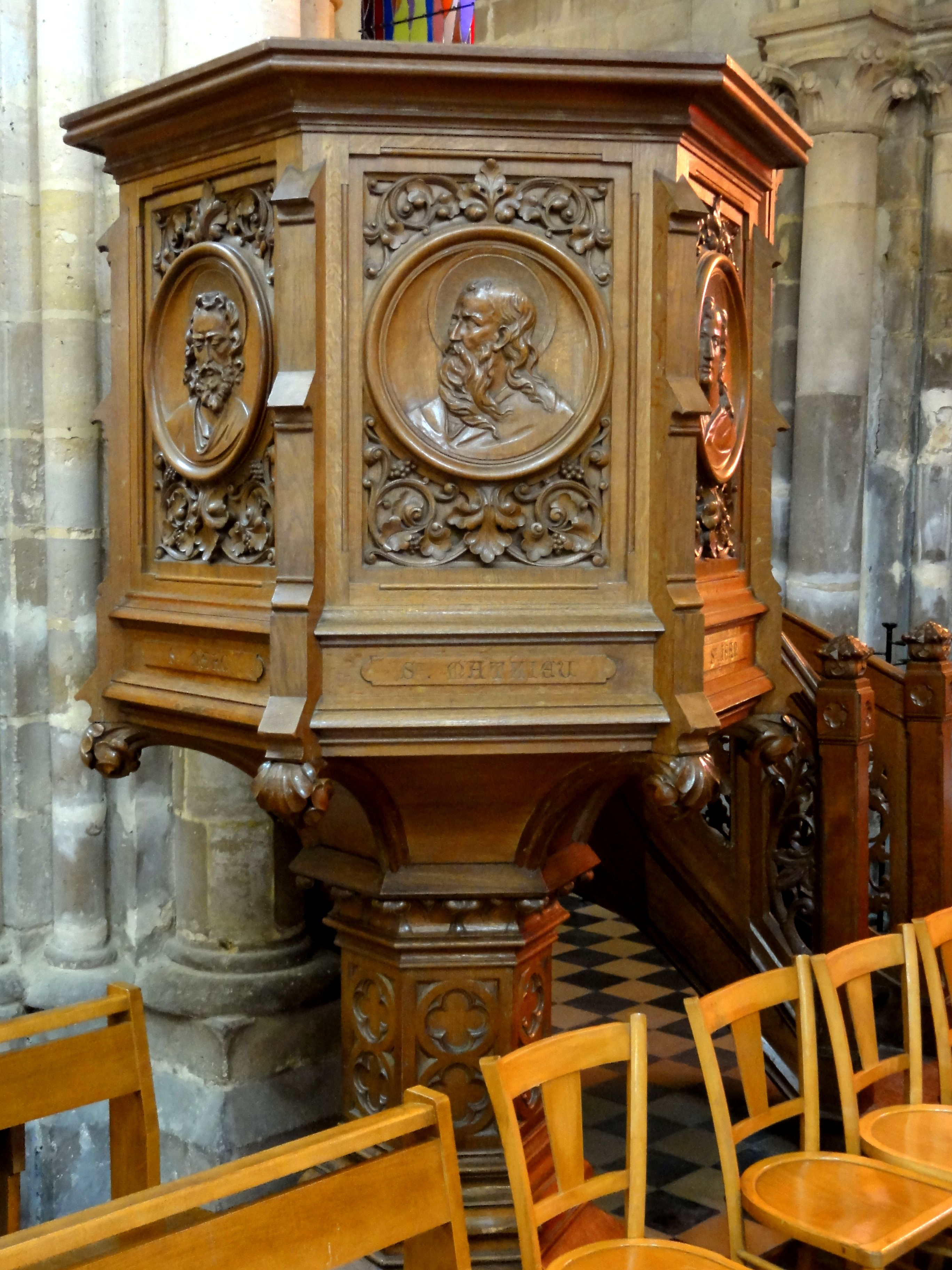
Chaire à prêcher.
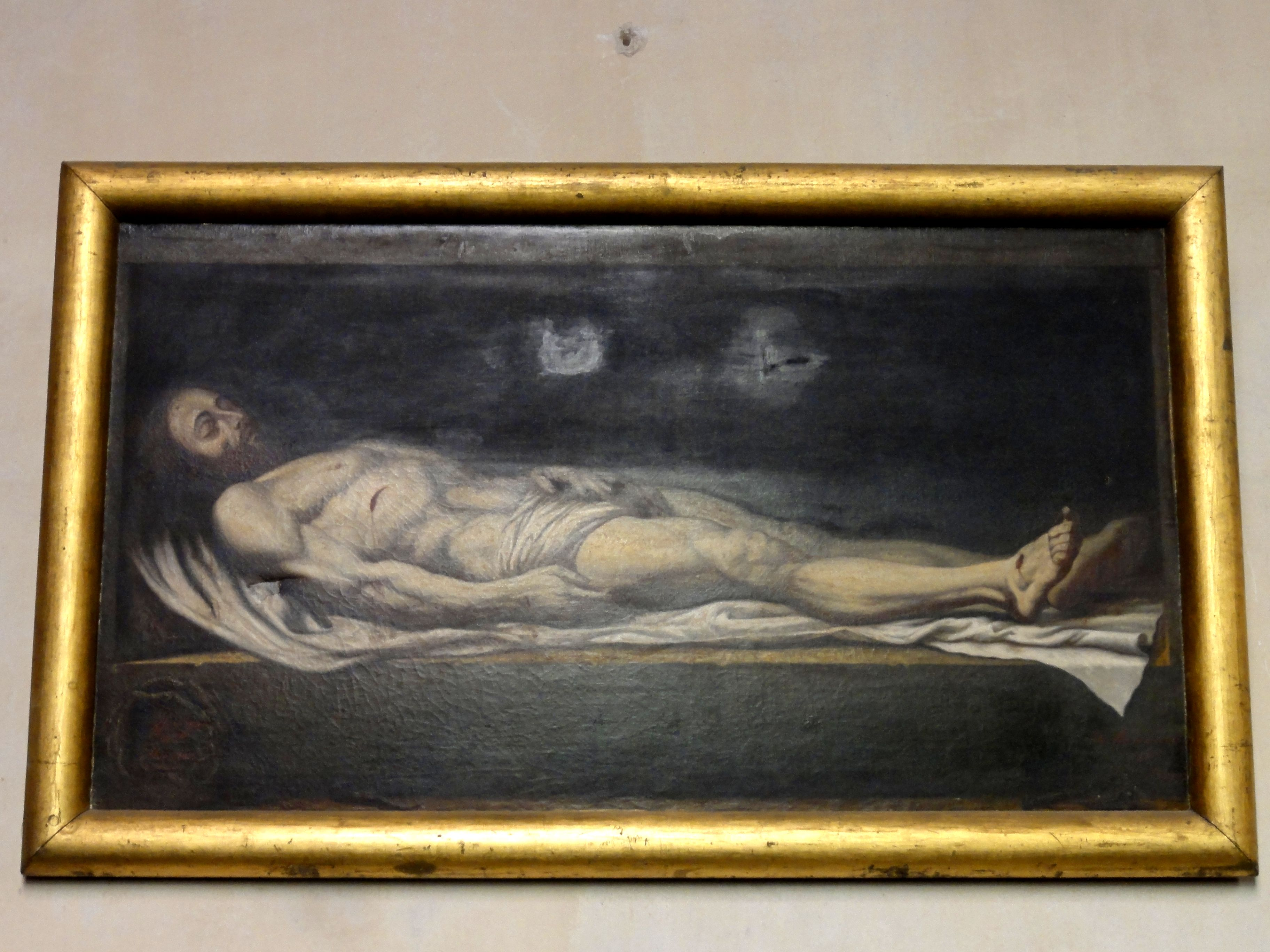
Christ mort.